# Réseau hydrographique et coteaux du Boulou aval
Le site réseau hydrographique et coteaux du Boulou aval est une zone naturelle d'intérêt écologique, faunistique et floristique (ZNIEFF) française du département de la Dordogne, en région Nouvelle-Aquitaine.

## Situation
Dans le nord du département de la Dordogne, en partie à l'intérieur du parc naturel régional Périgord-Limousin, le réseau hydrographique et les coteaux du Boulou aval, s'étendent sur 636,22 hectares, sur le territoire de quatre communes (Bourdeilles, Creyssac, Paussac-et-Saint-Vivien et Saint-Félix-de-Bourdeilles) et quatre anciennes communes : La Gonterie-Boulouneix, Saint-Crépin-de-Richemont et Saint-Julien-de-Bourdeilles, intégrées à la commune nouvelle de Brantôme en Périgord, ainsi que très partiellement, à l'est de Puygombert, Léguillac-de-Cercles, intégrée à la commune nouvelle de Mareuil en Périgord.
Environ 45 % de la superficie de cette zone se trouve sur le territoire de La Gonterie-Boulouneix et environ un quart sur celui de Paussac-et-Saint-Vivien ; entre 7 et 10 % pour les territoires de Saint-Crépin-de-Richemont, Saint-Félix-de-Bourdeilles et Saint-Julien-de-Bourdeilles, et de 1 à 2,5 % pour les territoires de Bourdeilles, Creyssac et Léguillac-de-Cercles.
La zone s'étage entre 90 et 180 mètres d'altitude sur des coteaux qui bordent plusieurs cours d'eau : le Boulou, en aval du bourg de Saint-Crépin-de-Richemont, à 300 mètres au sud-ouest du lieu-dit les Borderies, et presque jusqu'à sa confluence avec la Dronne ainsi que ses affluents, le Belaygue sur les cinq derniers kilomètres, en aval de la route de Boulouneix à Saint-Julien-de-Bourdeilles, et le Jallieu sur les trois derniers kilomètres, en aval du Moulin de la Berterie.

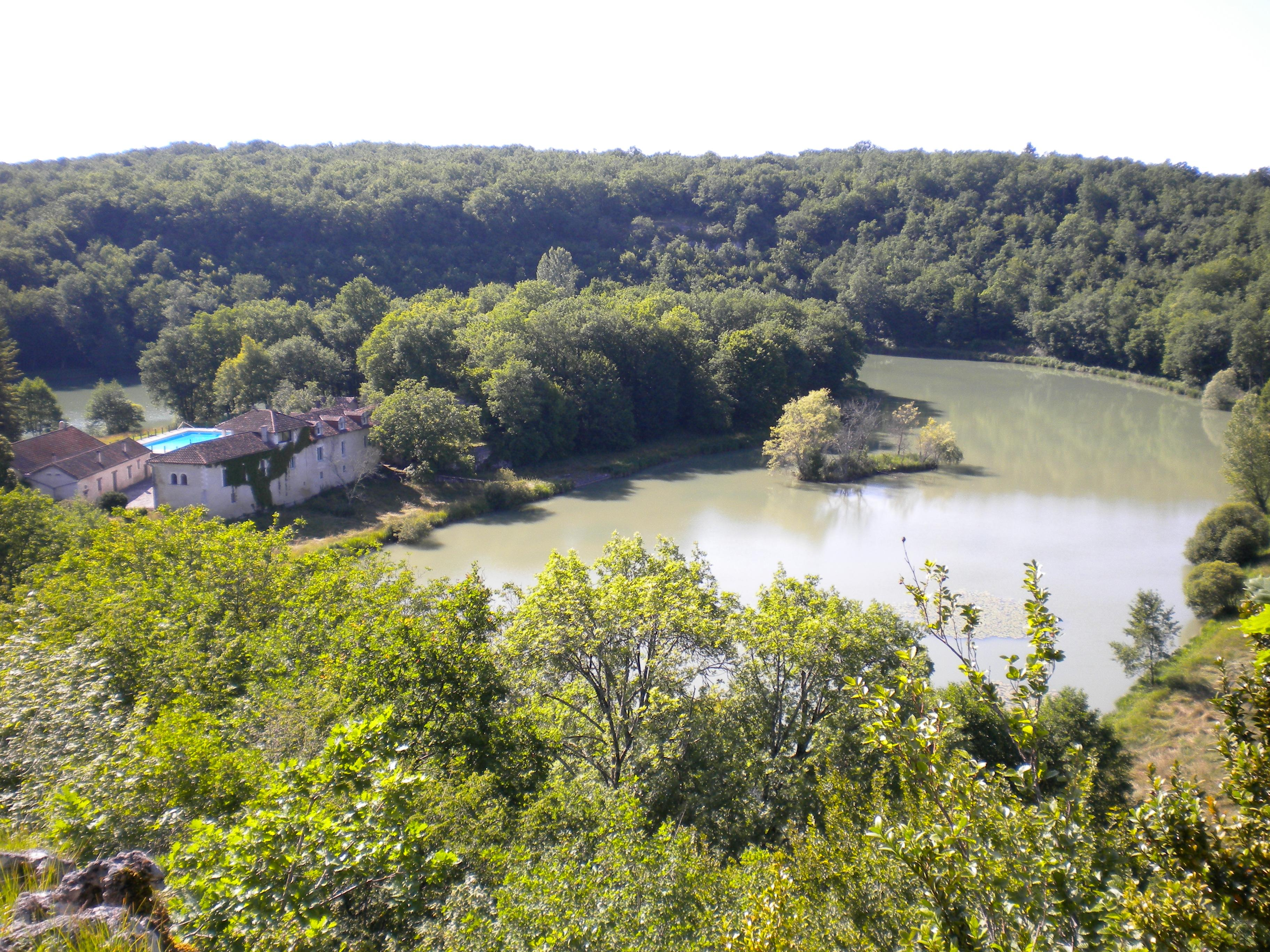
L'étang de Tabaterie à La Gonterie-Boulouneix.
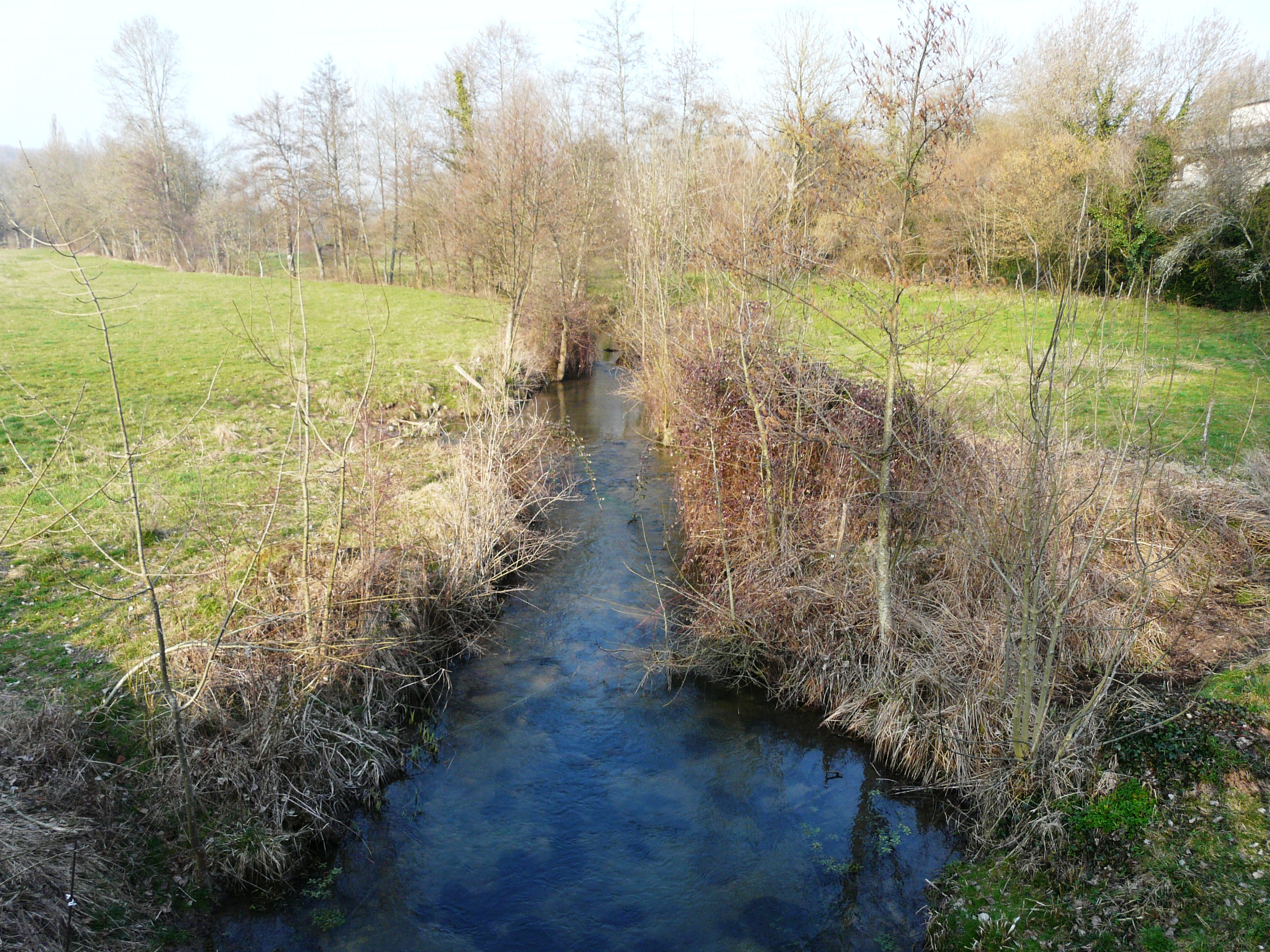
Le Boulou au lieu-dit le Moulin des Guichards à Paussac-et-Saint-Vivien.
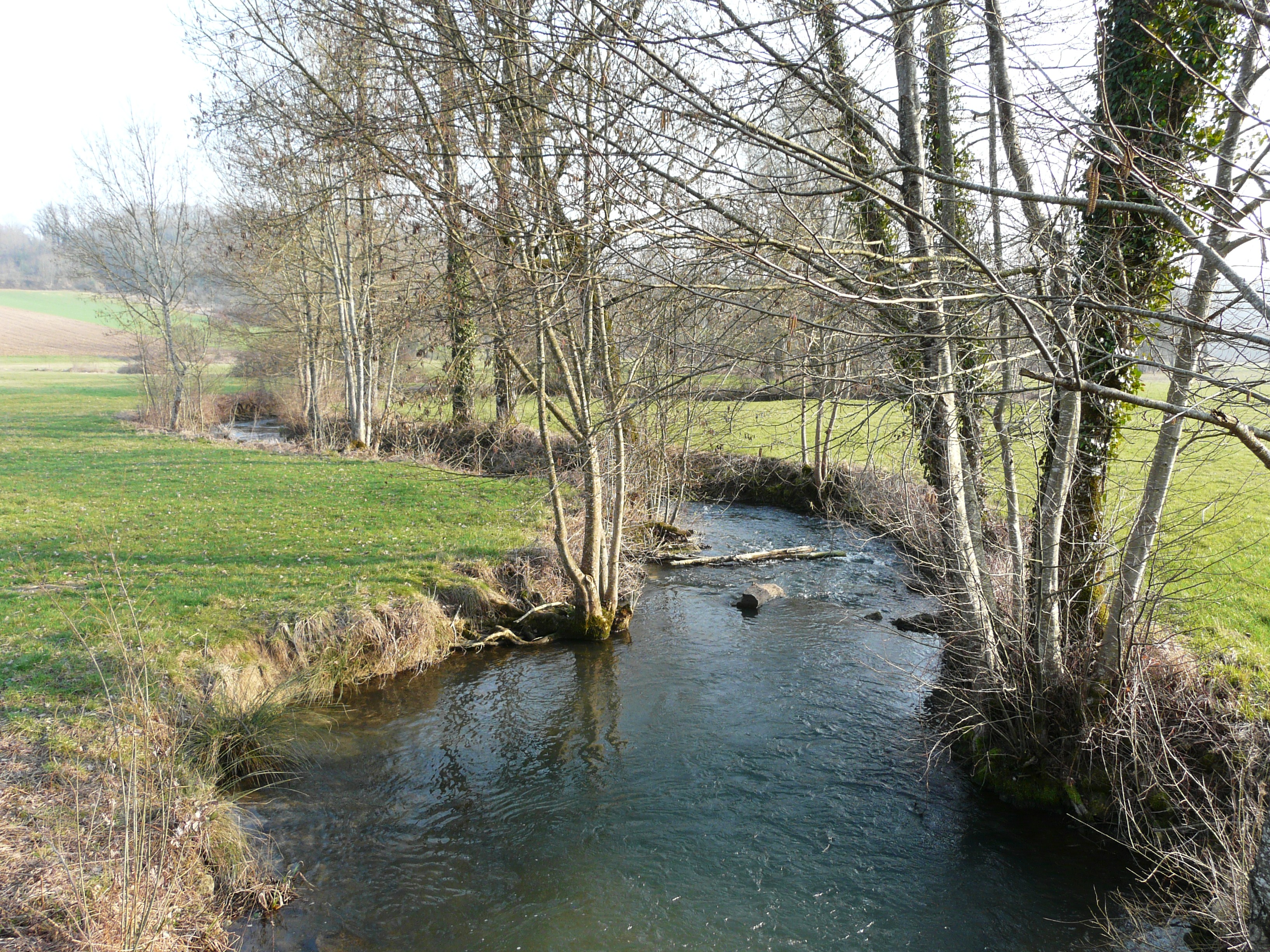
Le Boulou près du lieu-dit les Farges, à Paussac-et-Saint-Vivien.
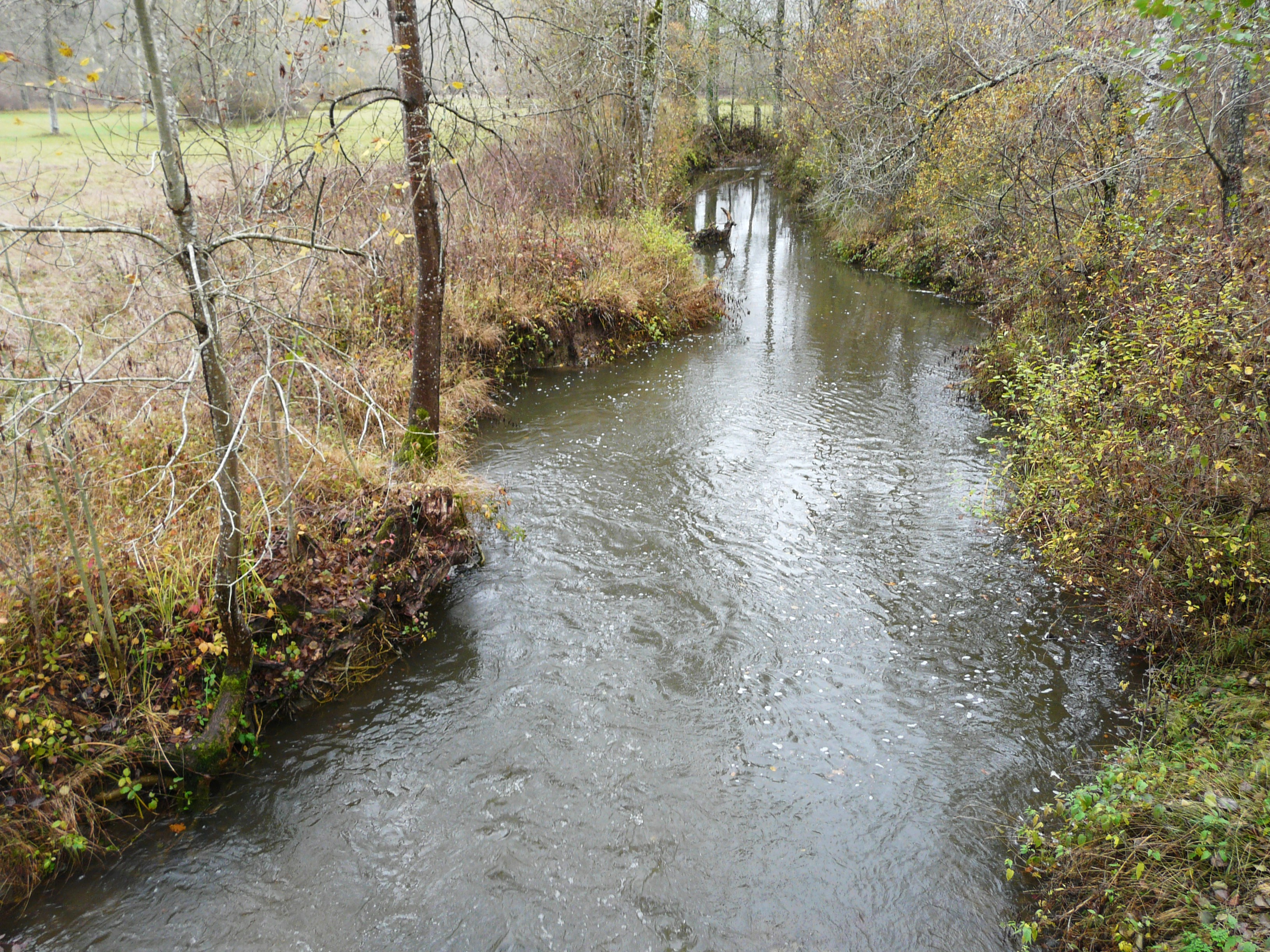
Le Boulou sert de limite entre Paussac-et-Saint-Vivien et Saint-Julien-de-Bourdeilles.
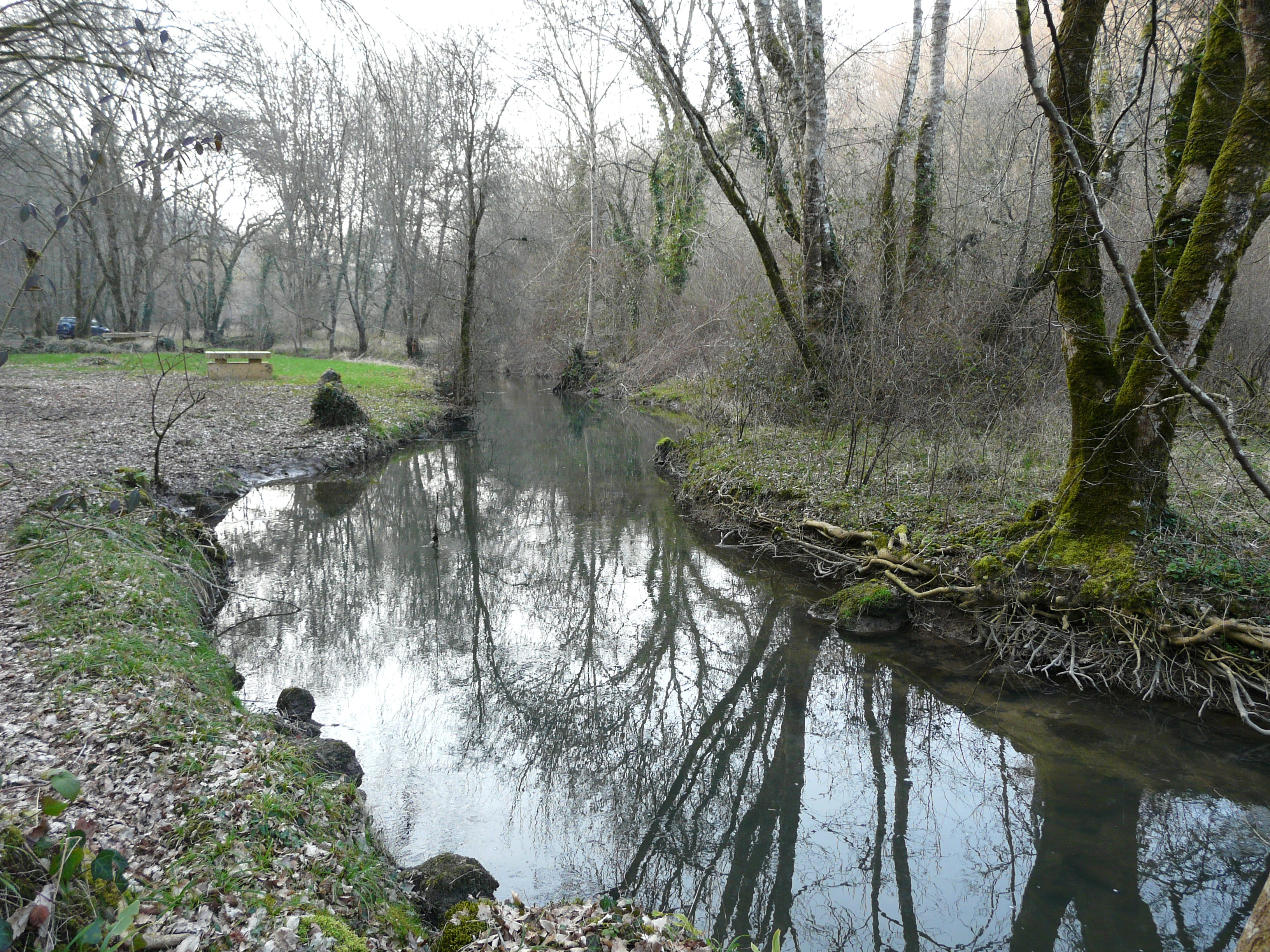
Le Boulou au lieu dit la Forge du Boulou, à Paussac-et-Saint-Vivien.

## Description

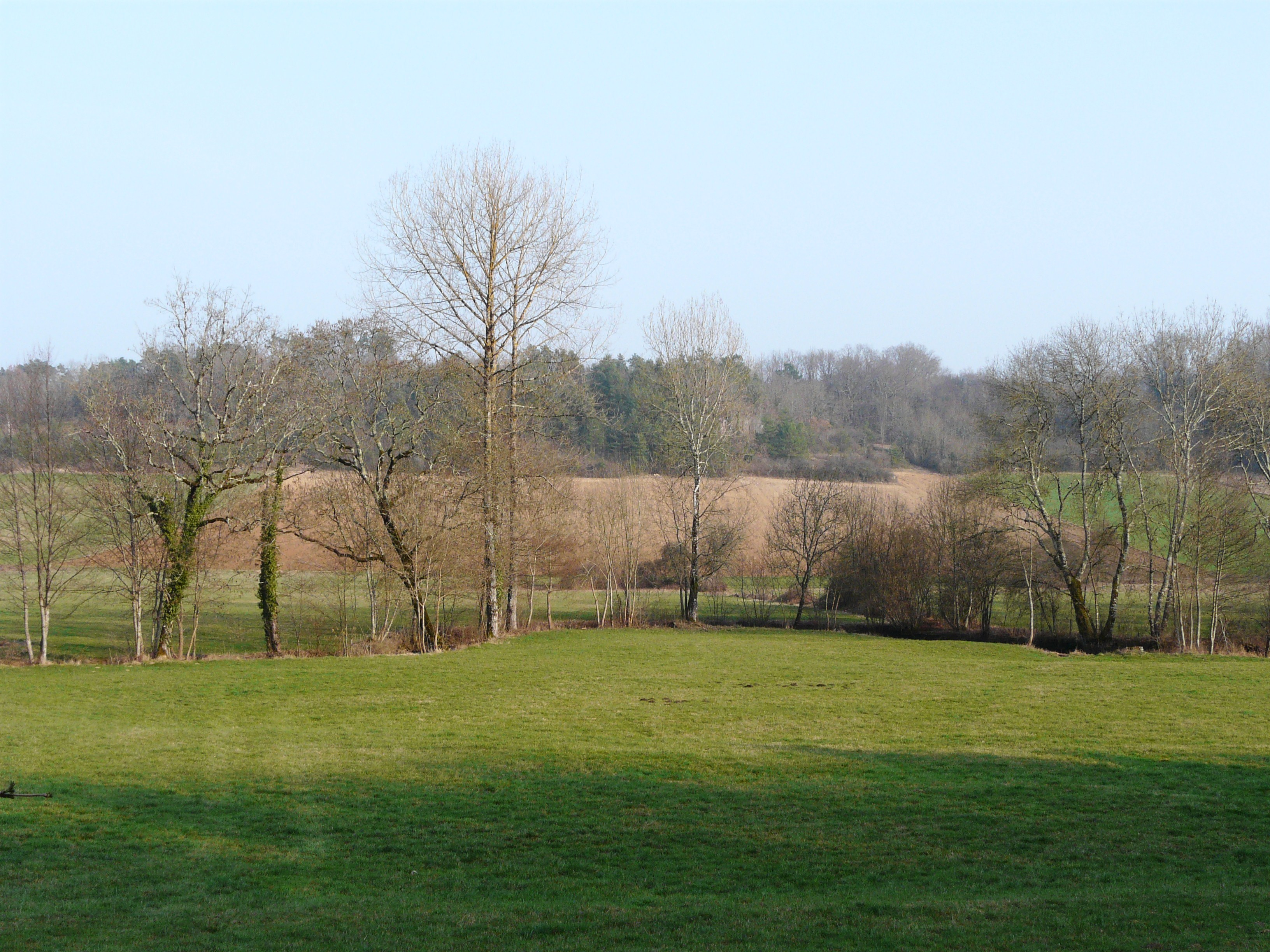
Le vallon du Boulou à l'est du lieu-dit les Farges, à Paussac-et-Saint-Vivien.

Le site du réseau hydrographique et des coteaux du Boulou aval est une zone naturelle d'intérêt écologique, faunistique et floristique (ZNIEFF) de type I, c'est-à-dire qu'elle est de superficie réduite, avec des espaces homogènes d’un point de vue écologique et qu'elle abrite au moins une espèce et/ou un habitat rares ou menacés, d’intérêt aussi bien local que régional, national ou communautaire.
La ZNIEFF est composée des vallées des cours d'eau, parfois très encaissées et des coteaux qui les bordent ; son intérêt majeur réside dans la présence de nombreuses espèces déterminantes d'animaux, notamment des libellules, et de deux espèces déterminantes de plantes.
Des recensements y ont été effectués aux niveaux faunistique et floristique en 1999, 2003 et 2004.
Cette ZNIEFF, tout comme les ZNIEFF « Réseau hydrographique et coteaux du Boulou amont » et « Zone tourbeuse du Bois d'Enfer » font partie d'une ZNIEFF de type II plus vaste « Vallée et coteaux du Boulou » représentant la quasi-totalité du cours du Boulou, depuis sa source jusqu'à la route départementale 106, 200 mètres avant sa confluence avec la Dronne,.
La vallée du Boulou représente « un intérêt national » par la « richesse exceptionnelle » en espèces d'insectes — notamment en Lépidoptères et en Odonates — répertoriées dans ces ZNIEFF.

## Faune recensée

### Espèces déterminantes
Trente espèces déterminantes d'animaux ont été répertoriées sur la ZNIEFF en 1999, 2003 et 2004 :
- cinq amphibiens en 2003 : l'Alyte accoucheur (Alytes obstetricans), la Grenouille rousse (Rana temporaria), le Pélodyte ponctué (Pelodytes punctatus), la Rainette verte (Hyla arborea) et le Triton marbré (Triturus marmoratus) ;
- dix insectes en 1999 et 2004 : l'Agrion de Mercure (Coenagrion mercuriale), l'Azuré de la faucille (Cupido alcetas), l'Azuré du serpolet (Phengaris arion), le Cordulégastre annelé (Cordulegaster boltonii), le Cuivré des marais (Lycaena dispar), le Damier de la succise (Euphydryas aurinia), le Gomphe vulgaire (Gomphus vulgatissimus), le Lepture erratique Judolia erratica (en), l'Onychogomphe à crochets (Onychogomphus uncatus) et le Petit mars changeant (Apatura ilia) ;
- sept mammifères en 2003 et 2004 : la Genette commune (Genetta genetta), la Loutre d'Europe (Lutra lutra), le Vison d'Europe (Mustela lutreola), ainsi que quatre espèces de chauves-souris : le Grand rhinolophe (Rhinolophus ferrumequinum), la Noctule commune (Nyctalus noctula), le Petit rhinolophe (Rhinolophus hipposideros) et le Vespertilion de Bechstein (Myotis bechsteinii) ;
- sept oiseaux en 2003 et 2004 : le Cincle plongeur (Cinclus cinclus), le Faucon pèlerin (Falco peregrinus), le Hibou moyen-duc (Asio otus), le Moineau soulcie (Petronia petronia), le Pic mar (Dendrocopos medius), le Pic noir (Dryocopus martius) et le Pigeon colombin (Columba oenas).
- un reptile en 2003 : la Cistude (Emys orbicularis).

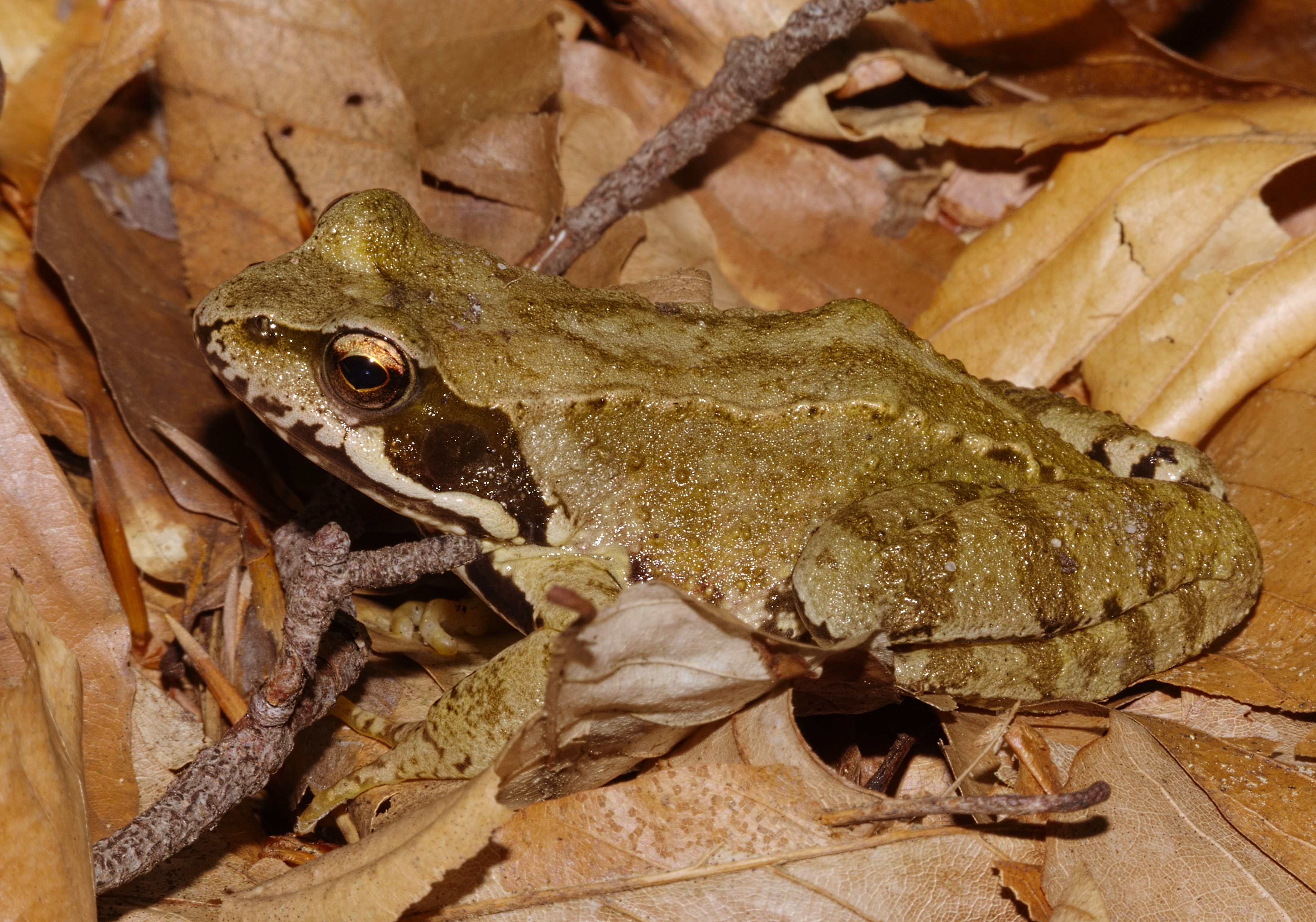
Grenouille rousse.
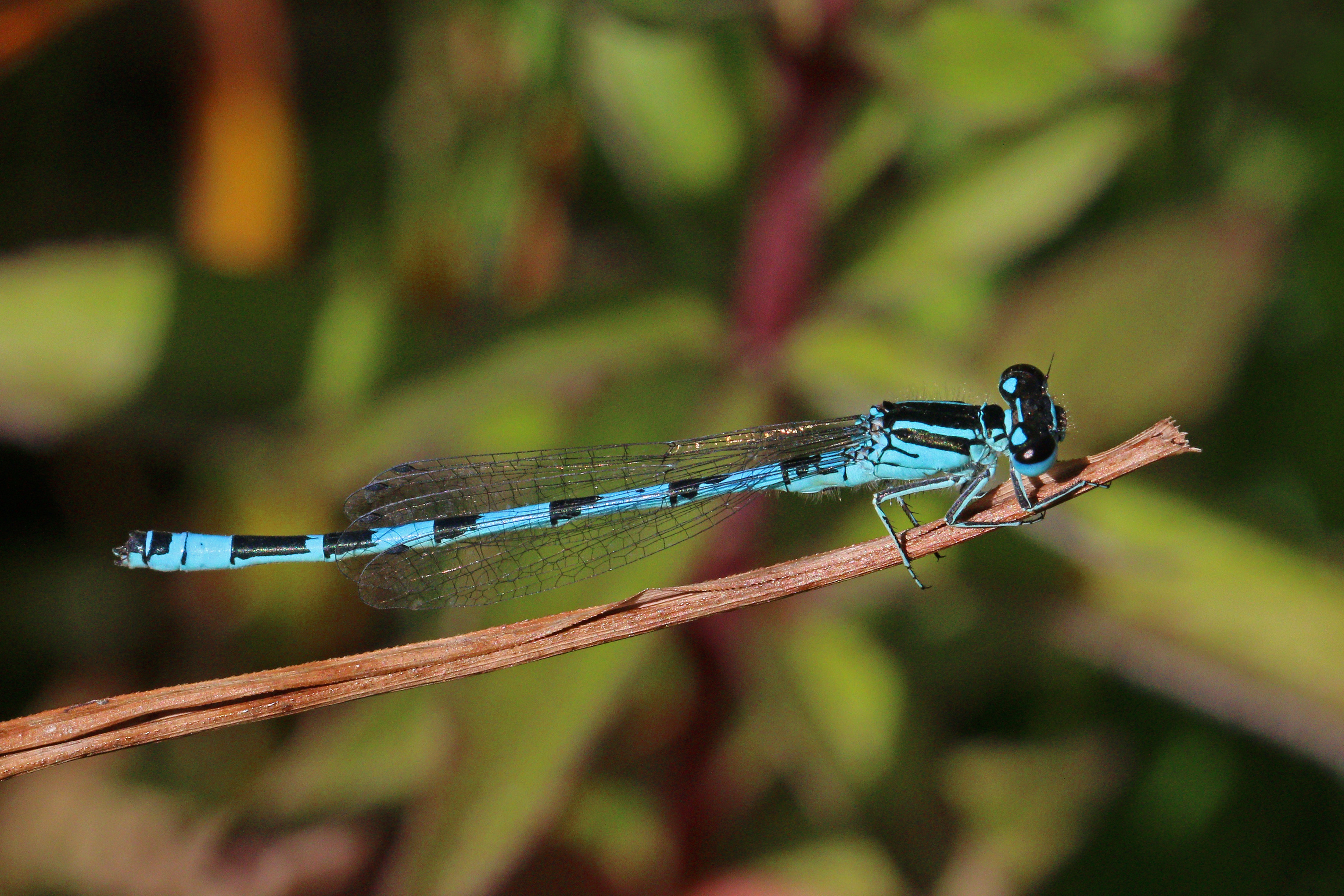
Agrion de Mercure.
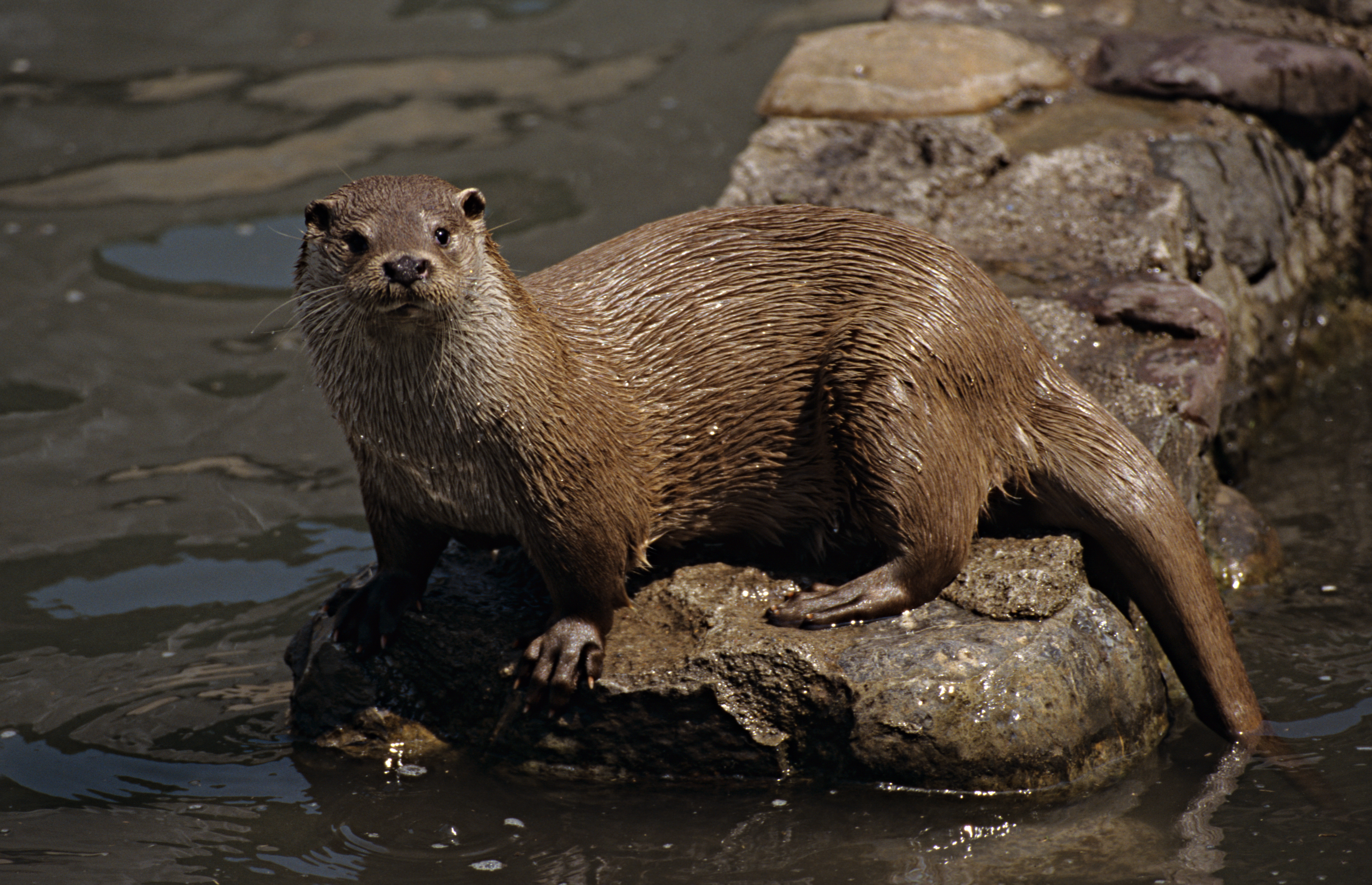
Loutre d'Europe.
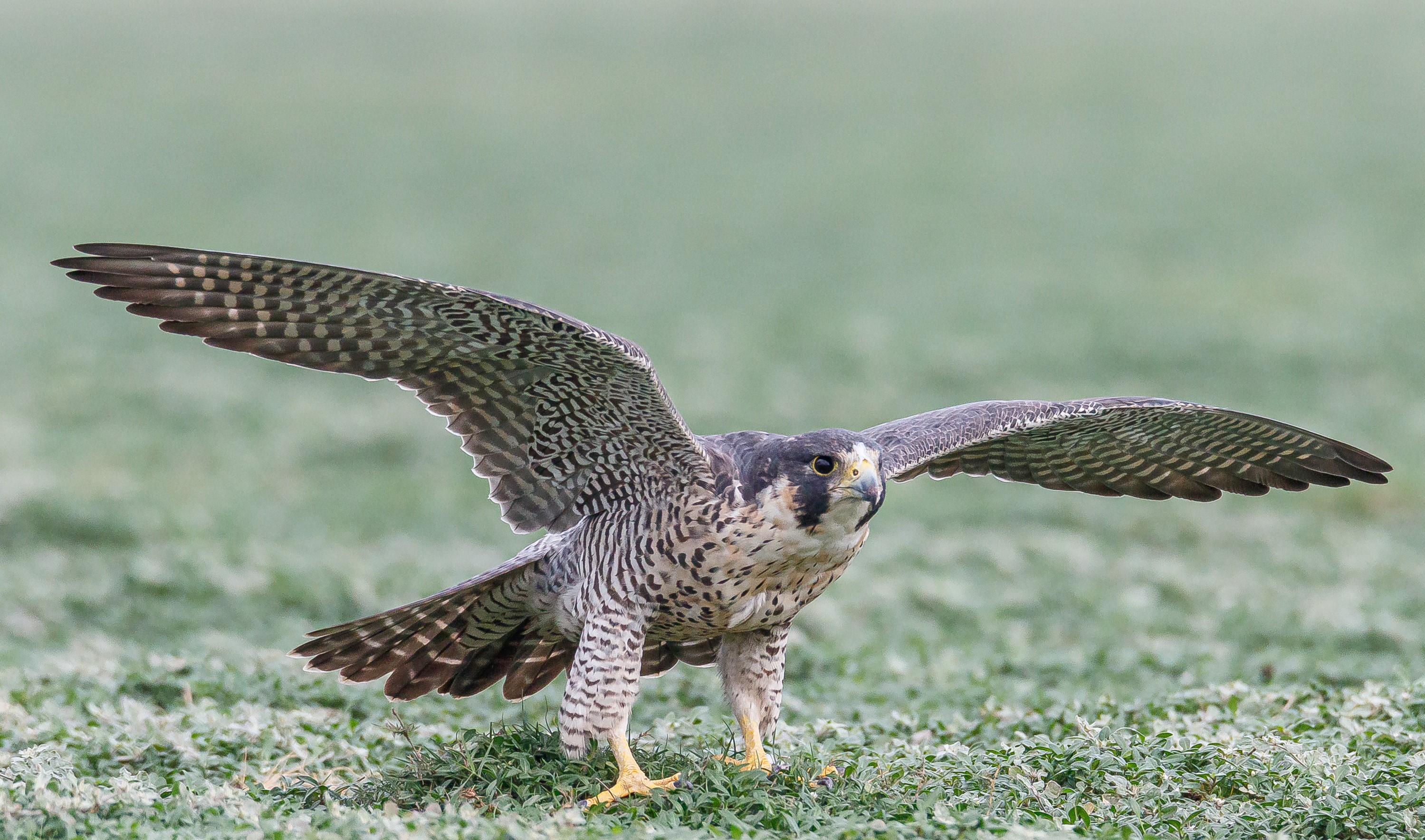
Faucon pèlerin.
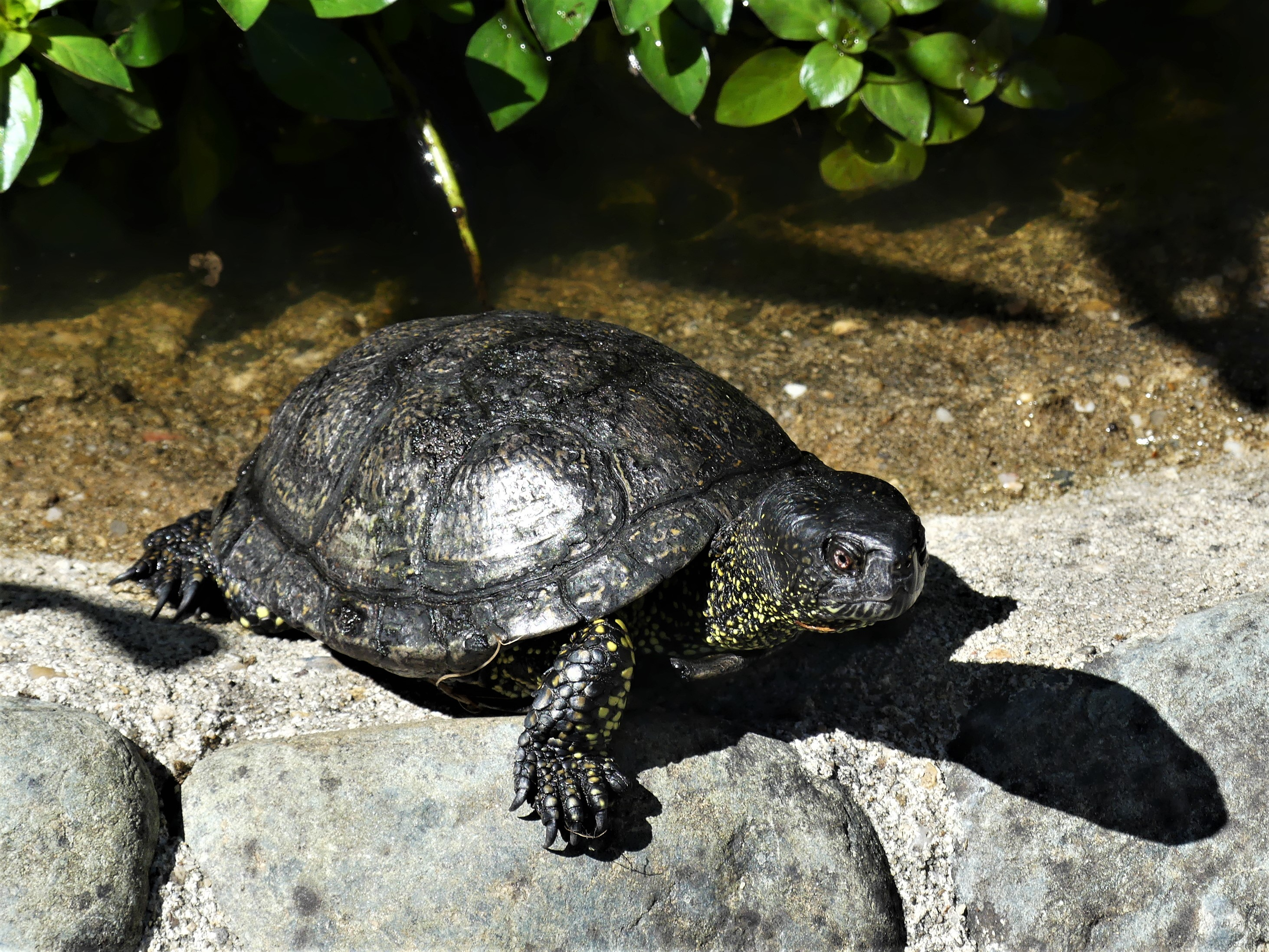
Cistude.

### Autres espèces
De très nombreuses autres espèces animales y ont été recensées :
- cinq amphibiens en 2003 : le Crapaud commun (Bufo bufo), la Grenouille agile (Rana dalmatina), la Rainette méridionale (Hyla meridionalis), la Salamandre tachetée (Salamandra salamandra) et le Triton palmé (Lissotriton helveticus) ;
- 307 insectes, dont 22 libellules en 1999, 2003 et 2004 : l'Æschne bleue (Aeshna cyanea), l'Æschne paisible (Boyeria irene), l'Agrion à larges pattes (Platycnemis pennipes), l'Agrion blanchâtre (Platycnemis latipes), l'Agrion de Vander Linden (Erythromma lindenii), l'Agrion délicat (Ceriagrion tenellum), l'Agrion élégant (Ischnura elegans), l'Agrion jouvencelle (Coenagrion puella), l'Agrion orangé (Platycnemis acutipennis), l'Agrion porte-coupe (Enallagma cyathigerum), l'Anax empereur, (Anax imperator), le Caloptéryx éclatant (Calopteryx splendens), le Caloptéryx vierge (Calopteryx virgo), le Gomphe gentil (Gomphus pulchellus), le Leste brun (Sympecma fusca), le Leste vert (Chalcolestes viridis), la Libellule à quatre taches, (Libellula quadrimaculata), la Libellule déprimée (Libellula depressa), la Libellule écarlate (Crocothemis erythraea), la Nymphe au corps de feu (Pyrrhosoma nymphula), le Sympétrum rouge sang (Sympetrum sanguineum) et le Sympétrum strié (Sympetrum striolatum), 
ainsi que 285 papillons en 1999 : l'Abromiade ochracée (Apamea sublustris), l'Acidalie familière (Idaea fuscovenosa), l'Acidalie ocreuse (Idaea ochrata), l'Acidalie sobre (Idaea straminata (en)), l'Acidalie tesselée (Scopula tessellaria (en)), Acleris holmiana (en), Acleris kochiella (en), Acleris schalleriana (en), Aethes hartmanniana, Aethes margaritana (en), Aethes williana (en), l'Albule (Protodeltote pygarga (en)), l'Alchimiste (Catephia alchymista (en)), l'Alternée (Epirrhoe alternata), l'Amaryllis (Pyronia tithonus), Anania terrealis (en), Ancylis mitterbacheriana (en), l'Angéronie du Prunier (Angerona prunaria), Archips crataegana, Archips xylosteana, l'Argentine (Spatalia argentina), l'Argus bleu (Polyommatus icarus), l'Argus frêle (Cupido minimus), l'Aunette (Acronicta alni (en)), l'Aurore (Anthocharis cardamines), l'Azuré bleu céleste (Lysandra bellargus), l'Azuré des coronilles (Plebejus argyrognomon), l'Azuré des nerpruns (Celastrina argiolus), l'Azuré du trèfle (Cupido argiades), la Bande rouge (Rhodostrophia vibicaria), la Boarmie du chêne (Hypomecis roboraria), la Boarmie crépusculaire (Ectropis crepuscularia), la Boarmie pétrifiée (Menophra abruptaria), la Boarmie pointillée (Hypomecis punctinalis), la Boarmie recourbée (Alcis repandata), la Boarmie des résineux (Peribatodes secundaria), le Bois-veiné (Notodonta ziczac), le Bombyx de la ronce (Macrothylacia rubi), la Bordure ensanglantée (Diacrisia sannio), la Bordure entrecoupée (Lomaspilis marginata), le Botys ferrugineux (Udea ferrugalis), la Bucéphale (Phalera bucephala), la Buveuse (Euthrix potatoria), le C-noir (Xestia c-nigrum), la Camomilière ou le Nuage violet (Actinotia polyodon), la Caradrine aspergée (Platyperigea aspersa), le Carpocapse des châtaignes (Cydia splendana), le Carpocapse des glands (Cydia fagiglandana), le Carpocapse des pommes et des poires (Cydia pomonella), la Carte géographique (Araschnia levana), le Casque (Noctua janthina), le Céladon (Campaea margaritaria), Celypha striana, le Céphale (Coenonympha arcania), la Chrysographe (Pyrrhia umbra (en)), la Citronnelle rouillée (Opisthograptis luteolata), Clavigesta purdeyi (en), la Clédéobie étroite (Synaphe punctalis), Cochylidia rupicola (en), le Collier-de-corail (Aricia agestis), le Cordon blanc (Ochropleura plecta), le Cossus gâte-bois (Cossus cossus), le Crambus des buissons (Crambus pratella), le Crambus des chaumes (Agriphila straminella), le Crambus des jardins (Chrysoteuchia culmella), le Crambus mordoré (Chrysocrambus linetella (en)), le Crambus des pinèdes (Catoptria pinella), le Crambus des prés (Crambus lathoniellus (en)), le Crambus rayé (Chrysocrambus craterellus (en)), la Crénelée (Gluphisia crenata), le Crible (Coscinia cribraria), le Cuivré commun (Lycaena phlaeas), le Cul-brun (Euproctis chrysorrhoea), le Demi-deuil (Melanargia galathea), la Demi-lune blanche (Drymonia querna), la Demi-lune grise (Notodonta torva), la Doublure jaune (Euclidia glyphica), le Dragon (Harpyia milhauseri), le Dromadaire (Notodonta tritophus), l'Écaille cramoisie (Phragmatobia fuliginosa), l'Écaille fermière (Arctia villica), l'Écaille lièvre (Spilosoma lutea (en)), l'Écaille martre (Arctia caja), l'Écaille tigrée (Spilosoma lubricipeda), l'Échancrée (Idaea emarginata), l'Ennomos illunaire (Selenia dentaria), l'Ennomos illustre (Selenia tetralunaria), l'Ennomos lunaire (Selenia lunularia), Epagoge grotiana (en), l'Éphyre trilignée (Cyclophora linearia), l'Épione marginée (Epione repandaria (en)), l'Érastrie gracieuse (Elaphria venustula (en)), Eucosma conterminana (en), Eucosma hohenwartiana (en), l'Eudorée commune (Scoparia ambigualis (en)), l'Eudorée des mousses (Eudonia lacustrata (en)), l'Eustrotie claire (Pseudeustrotia candidula (en)), l'Euxanthie du chardon (Agapeta hamana), le Fadet commun (Coenonympha pamphilus), la Fausse eupithécie (Gymnoscelis rufifasciata), le Flambé (Iphiclides podalirius), la Flamme (Endotricha flammealis), le Fluoré (Colias alfacariensis), la Frangée (Noctua fimbriata), le Gamma (Autographa gamma), le Gazé (Aporia crataegi), la Goutte d'argent (Macdunnoughia confusa), le Grand hyponomeute du fusain (Yponomeuta cagnagella), le Grand nacré (Speyeria aglaja), le Grand sphinx de la vigne (Deilephila elpenor), Gypsonoma aceriana (en), Gypsonoma dealbana (en), l'Hadène de l'anarrhine (Anarta pugnax), le Hameçon (Watsonalla binaria), la Harpye bicuspide (Furcula bicuspis), la Harpye fourchue (Furcula furcula), l'Hémithée du genêt (Pseudoterpna pruinata (en)), l'Hermine (Cerura erminea), l'Hermine dérivée (Paracolax tristalis (en)), l'Herminie grise (Herminia grisealis (en)), l'Herminie olivâtre (Trisateles emortualis), l'Hespérie du chiendent (Thymelicus acteon), l'Hespérie du dactyle (Thymelicus lineola), l'Hespérie de la mauve (Pyrgus malvae), l'Hespérie des sanguisorbes (Spialia sertorius), le Hibou (Noctua pronuba), l'Hydrocampe de la stratiote (Parapoynx stratiotata (en)), l'Hyponomeute du cerisier (Yponomeuta padella), l'Impolie (Idaea aversata), le L blanc (Mythimna l-album), la Leucanie orbicole (Mythimna unipuncta), la Leucanie pudorine (Mythimna pudorina (en)), la Leucanie sicilienne (Mythimna sicula (en)), la Leucanie souillée (Mythimna impura (en)), la Lichénée jaune (Catocala fulminea), la Lithosie complanule (Eilema lurideola), la Lithosie grise (Eilema griseola (en)), la Lithosie ocre (Eilema depressa (en)), la Lithosie quadrille (Lithosia quadra), la Livrée des arbres (Malacosoma neustria), la Lucine (Hamearis lucina), le Machaon (Papilio machaon), le Manteau jaune (Eilema sororcula), le Manteau à tête jaune (Eilema complana), la Mégère (Lasiommata megera), la Mélanthie du Caille-lait (Epirrhoe galiata), la Mélitée du mélampyre (Melitaea athalia), la Mélitée orangée (Melitaea didyma), Merrifieldia tridactyla (en), le Mi (Euclidia mi), la Mondaine (Nudaria mundana), le Moro-sphinx (Macroglossum stellatarum), le Moyen nacré (Fabriciana adippe), le Museau (Pterostoma palpina), le Myélophile tamis (Myelois circumvoluta (en)), le Myrtil (Maniola jurtina), le Nacré de la ronce (Brenthis daphne), le Nacré de la sanguisorbe (Brenthis ino), le Némusien (mâle) ou l'Ariane (femelle) (Lasiommata maera), la Noctuelle baignée (Agrotis ipsilon), la Noctuelle du camérisier (Polyphaenis sericata), la Noctuelle de la cardère (Heliothis viriplaca (en)), la Noctuelle de la chélidoine (Xestia triangulum), la Noctuelle du coudrier (Colocasia coryli), la Noctuelle couleur de bronze (Phytometra viridaria), la Noctuelle du cucubale (Sideridis rivularis), la Noctuelle du dactyle (Oligia strigilis), la Noctuelle dentine (Hada plebeja (en)), la Noctuelle de la fougère (Callopistria juventina), la Noctuelle des haies (Caradrina morpheus (en)), la Noctuelle hérissée (Dypterygia scabriuscula), la Noctuelle lythargyrée (Mythimna ferrago), la Noctuelle de la morgeline (Hoplodrina octogenaria (en)), la Noctuelle nébuleuse (Polia nebulosa (en)), la Noctuelle de la patience (Acronicta rumisis), la Noctuelle de la persicaire (Melanchra persicariae), la Noctuelle putride (Axylia putris (en)), la Noctuelle sereine (Aetheria bicolorata), la Noctuelle ténébreuse (Rusina ferruginea (en)), la Noctuelle trilignée (Charanyca trigrammica), la Nole blanchâtre (Meganola albula), la Nole striolée (Meganola strigula), la Nonne (Lymantria monacha), Notocelia uddmanniana (en), la Numérie poudrée (Plagodis pulveraria), l'Octogésime (Tethea ocularis), l'Ophiuse de la vesce (Lygephila viciae (en)), Oxyptilus pilosellae (en), Pandemis heparana (en), la Panthère (Pseudopanthera macularia), le Paon-du-jour (Aglais io), le Petit sphinx de la vigne (Deilephila porcellus), le Petit sylvain (Limenitis camilla), la Petite épine (Cilix glaucata), la Petite hyponomeute du fusain (Yponomeuta plumbella), la Petite tortue (Aglais urticae), la Phalène blanche (Siona lineata), la Phalène du bouleau (Biston betularia), la Phalène candide (Asthena albulata), la Phalène du fusain (Ligdia adustata), la Phalène honorée (Campaea honoraria (en)), la Phalène linéolée (Plagodis dolabraria), la Phalène du nerprun (Philereme transversata (en)), la Phalène picotée (Ematurga atomaria), la Phalène rougeâtre (Scopula rubiginata (en)), la Phalène du sureau (Ourapteryx sambucaria), la Philobie alternée (Macaria alternata (en)), la Philobie effacée (Macaria liturata (en)), la Philobie tachetée (Macaria notata), la Phycide associée (Acrobasis consociella), la Phycide de la callune (Pempelia palumbella (en)), la Phycide du frêne (Euzophera pinguis (en)), la Phycide marbrée (Acrobasis marmorea (en)), la Phycide répandue (Conobathra repandana (en)), la Phycide du rouvre (Phycita roborella (en)), la Phycide trompeuse (Elegia fallax (en)), la Piéride du chou (Pieris brassicae), la Piéride du lotier (Leptidea sinapis), la Piéride du navet (Pieris napi), la Piéride de la rave (Pieris rapae), Pleurota aristella (en), le Point-de-Hongrie (Erynnis tages), la Porcelaine (Pheosia tremula), la Processionnaire du pin (Thaumetopoea pityocampa), le Procris du prunier (Rhagades pruni (en)), la Promise (Catocala promissa), Pseudargyrotoza conwagana (en), la Pyrale de l'eupatoire (Anania lancealis), la Pyrale du houblon (Pleuroptya ruralis), la Pyrale de la luzerne (Nomophila noctuella), la Pyrale du maïs (Ostrinia nubilalis), la Pyrale de la menthe (Pyrausta aurata), la Pyrale pourprée (Pyrausta purpuralis, la Pyrale du sureau (Anania coronata), la Pyrauste du plantain (Pyrausta despicata), la Ratissée (Habrosyne pyritoides), le Réseau (Chiasmia clathrata), Rhopobota naevana (en), Rhyacionia pinicolana (en), le Robert-le-Diable (Polygonia c-album), la Rosette (Miltochrista miniata), la Servante (Dysauxes ancilla), la Sésie armoricaine (Bembecia uroceriformis (en)), la Sésie de l'oseille (Pyropteron chrysidiformis (en)), le Silène (Brintesia circe), le Souci (Colias crocea), la Soyeuse (Rivula sericealis), le Sphinx gazé (Hemaris fuciformis), le Sphinx du pin (Sphinx pinastri), le Sphinx du troène (Sphinx ligustri), la Sténie ponctuée (Dolicharthria punctalis), le Sylvain azuré (Limenitis reducta), la Sylvaine (Ochlodes sylvanus), le Sylvandre (Hipparchia fagi), le Tabac d'Espagne (Argynnis paphia), la Tâteuse (Polypogon tentacularia (en)), la Teigne des crucifères (Plutella xylostella), la Teigne de l'érable (Acleris forsskaleana (en)), la Thècle de l'yeuse (Satyrium ilicis), la Timide (Peridea anceps), le Tircis (Pararge aegeria), la Tordeuse chagrinée (Acleris variegana), la Tordeuse des buissons (Archips rosana), la Tordeuse enjouée (Epinotia festivana (en)), la Tordeuse du fraisier (Celypha lacunana), la Tordeuse des fruits (Archips podana), la Tordeuse profonde (Eudemis profundana (en)), la Tordeuse rouge des bourgeons (Spilonota ocellana (en)), la Tordeuse verte des bourgeons (Hedya nubiferana (en)), la Tortue (Apoda limacodes), le Trapèze (Cosmia trapezina), la Triple tache (Drymonia dodonaea), le Tristan (Aphantopus hyperantus), la Troënière (Craniophora ligustri), la Trompeuse (Oligia latruncula (en)), la Truie (Idaea biselata), le Verdelet (Comibaena bajularia), la Voile (Drymonia velitaris), le Vulcain (Vanessa atalanta), Zeiraphera isertana, la Zeuzère du poirier (Zeuzera pyrina), la Zygène de la filipendule (Zygaena filipendulae), la Zygène de la petite coronille (Zygaena fausta), la Zygène transalpine (Zygaena transalpina) et la Zygène du trèfle (Zygaena trifolii) ;
- onze mammifères en 2003 : le Blaireau européen (Meles meles), le Cerf élaphe (Cervus elaphus), la Fouine (Martes foina), le Lérot (Eliomys quercinus), le Loir gris (Glis glis), la Martre des pins (Martes martes), le Murin de Daubenton (Myotis daubentonii), le Murin de Natterer (Myotis nattereri), la Pipistrelle commune (Pipistrellus pipistrellus), le Putois (Mustela putorius) et le Renard roux (Vulpes vulpes) ;
- 69 oiseaux en 2003 : l'Accenteur mouchet (Prunella modularis), l'Alouette des champs (Alauda arvensis), la Bergeronnette des ruisseaux (Motacilla cinerea), la Bergeronnette grise (Motacilla alba), la Bondrée apivore (Pernis apivorus), le Bruant jaune (Emberiza citrinella), le Bruant proyer (Emberiza calandra), le Bruant zizi (Emberiza cirlus), la Buse variable (Buteo buteo), le Canard colvert (Anas platyrhynchos), le Chardonneret élégant (Carduelis carduelis), la Chouette effraie (Tyto alba), la Chouette hulotte (Strix aluco), le Circaète Jean-le-Blanc (Circaetus gallicus), la Corneille noire (Corvus corone), le Coucou gris (Cuculus canorus), l'Engoulevent d'Europe (Caprimulgus europaeus), l'Épervier d'Europe, (Accipiter nisus), l'Étourneau sansonnet (Sturnus vulgaris), le Faucon crécerelle (Falco tinnunculus), le Faucon hobereau (Falco subbuteo), la Fauvette à tête noire (Sylvia atricapilla), la Fauvette grisette (Sylvia communis), la Gallinule poule d'eau (Gallinula chloropus), le Geai des chênes (Garrulus glandarius), le Gobemouche gris (Muscicapa striata), le Grèbe castagneux (Tachybaptus ruficollis), le Grimpereau des jardins (Certhia brachydactyla), la Grive draine (Turdus viscivorus), la Grive musicienne (Turdus philomelos), le Gros-bec casse-noyaux (Coccothraustes coccothraustes), l'Hirondelle de fenêtre (Delichon urbicum), l'Hirondelle rustique (Hirundo rustica), la Huppe fasciée (Upupa epops), l'Hypolaïs polyglotte (Hippolais polyglotta), la Linotte mélodieuse (Linaria cannabina), le Loriot d'Europe (Oriolus oriolus), le Martin-pêcheur d'Europe (Alcedo atthis), le Martinet noir (Apus apus), le Merle noir (Turdus merula), la Mésange à longue queue, (Aegithalos caudatus), la Mésange bleue (Cyanistes caeruleus), la Mésange charbonnière (Parus major), la Mésange huppée (Lophophanes cristatus), la Mésange nonnette (Poecile palustris), le Moineau domestique (Passer domesticus), le Moineau friquet ( Passer montanus), le Pic épeiche (Dendrocopos major), le Pic épeichette (Dendrocopos minor), le Pic vert (Picus viridis), la Pie bavarde (Pica pica), le Pigeon ramier (Columba palumbus), le Pinson des arbres (Fringilla coelebs), le Pipit des arbres (Anthus trivialis), le Pouillot de Bonelli (Phylloscopus bonelli), le Pouillot siffleur (Phylloscopus sibilatrix), le Pouillot véloce (Phylloscopus collybita), le Râle d'eau (Rallus aquaticus), le Roitelet huppé (Regulus regulus), le Rossignol philomèle (Luscinia megarhynchos), le Rouge-gorge familier (Erithacus rubecula), le Rougequeue noir (Phoenicurus ochruros), le Serin cini (Serinus serinus), la Sittelle torchepot (Sitta europaea), le Tarier pâtre (Saxicola rubicola), la Tourterelle des bois (Streptopelia turtur), la Tourterelle turque (Streptopelia decaocto), le Troglodyte mignon (Troglodytes troglodytes) et le Verdier d'Europe (Chloris chloris) ;
- cinq reptiles en 2003 et 2004 : la Couleuvre helvétique (Natrix natrix), la Couleuvre verte et jaune (Hierophis viridiflavus), la Couleuvre vipérine (Natrix maura), le Lézard des murailles (Podarcis muralis) et la Vipère aspic (Vipera aspis).

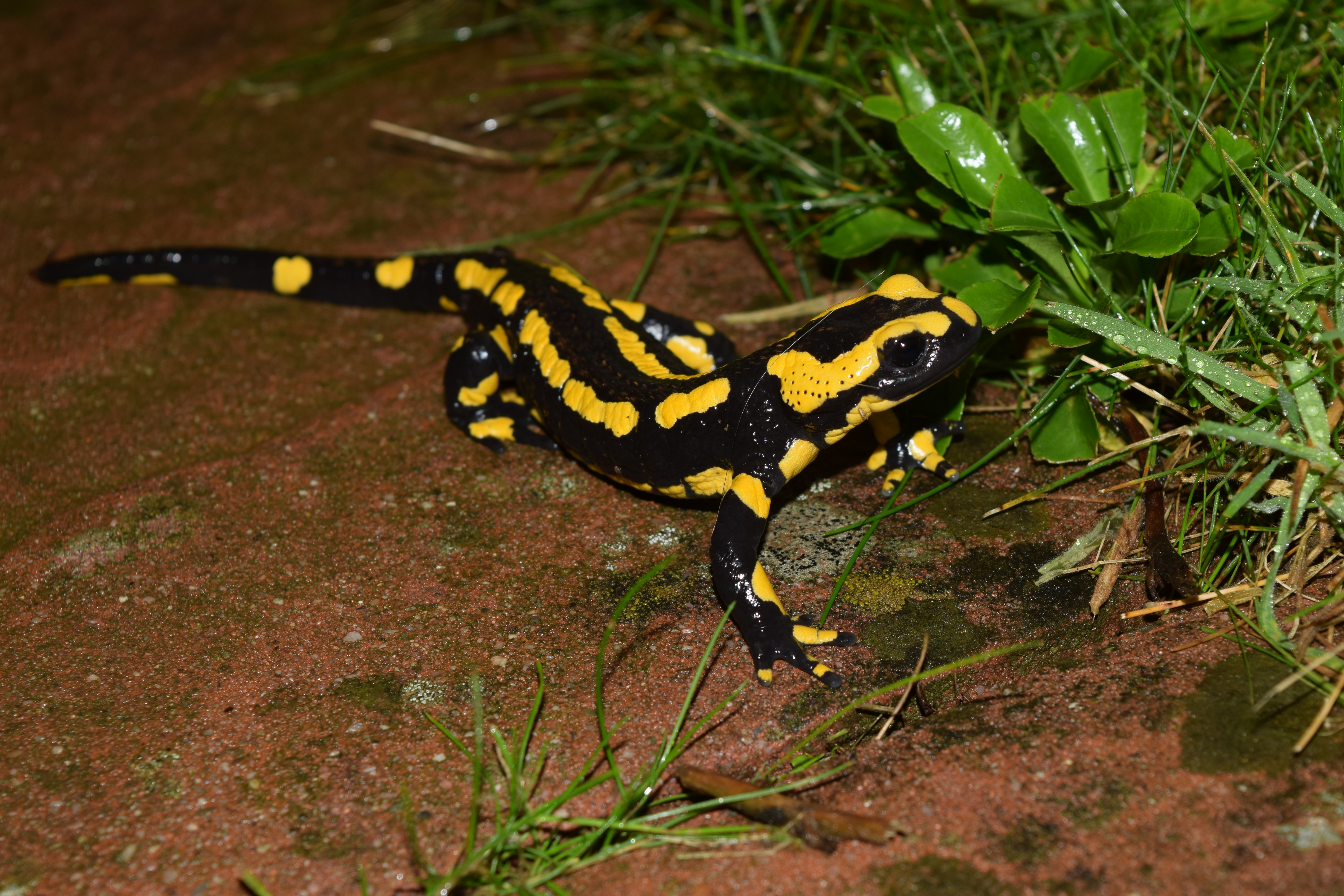
Salamandre tachetée.
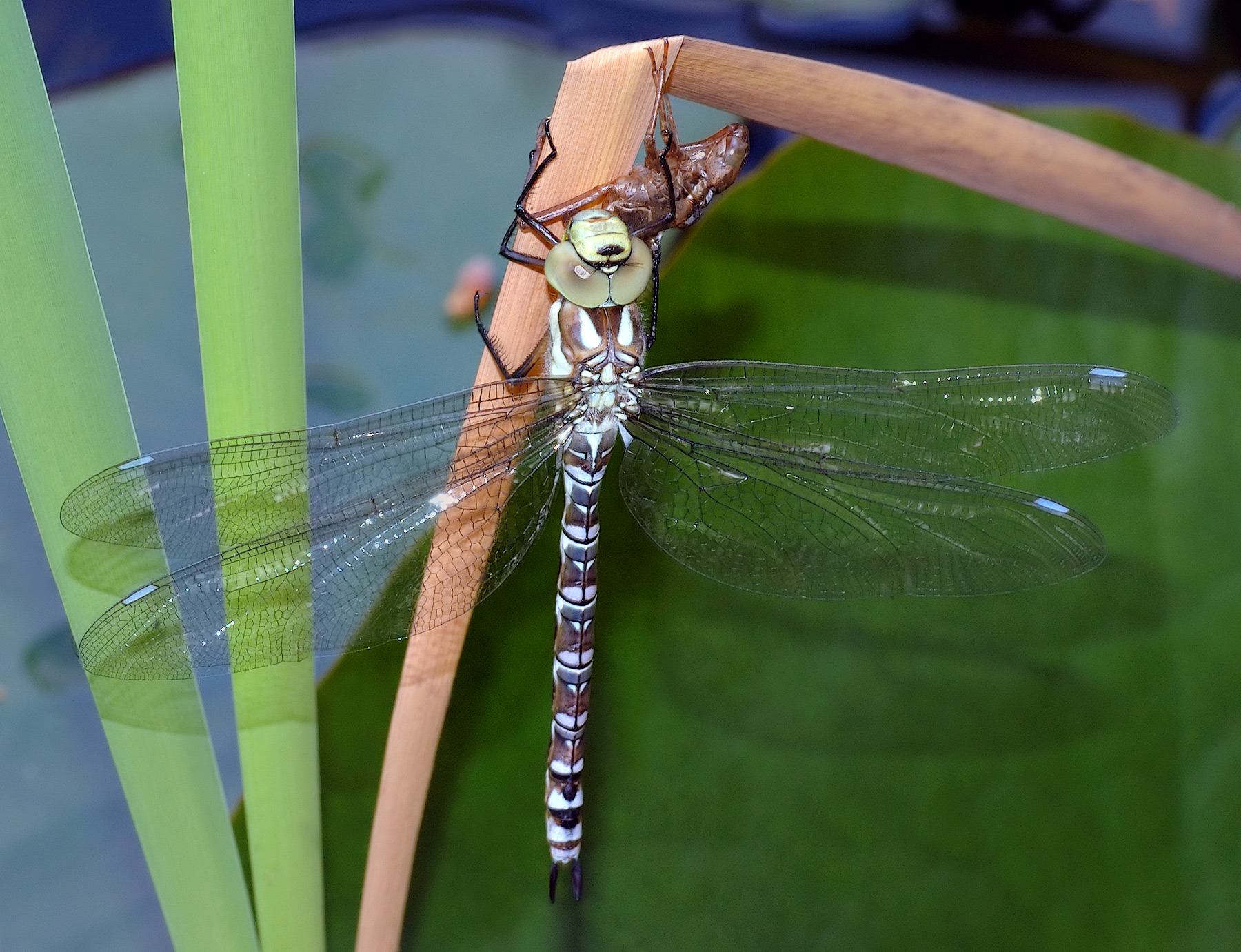
Æschne bleue.
Martre des pins.
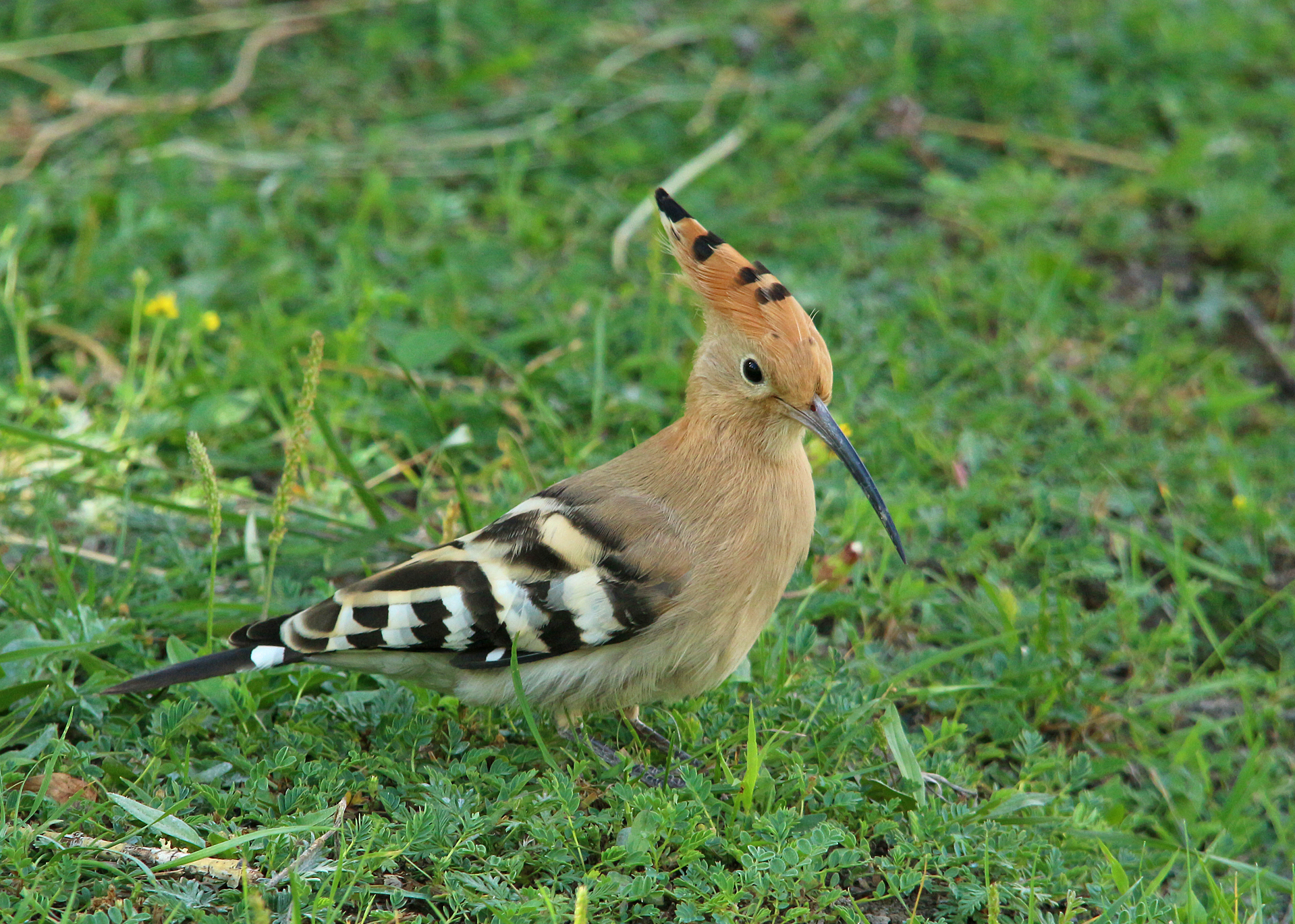
Huppe fasciée.
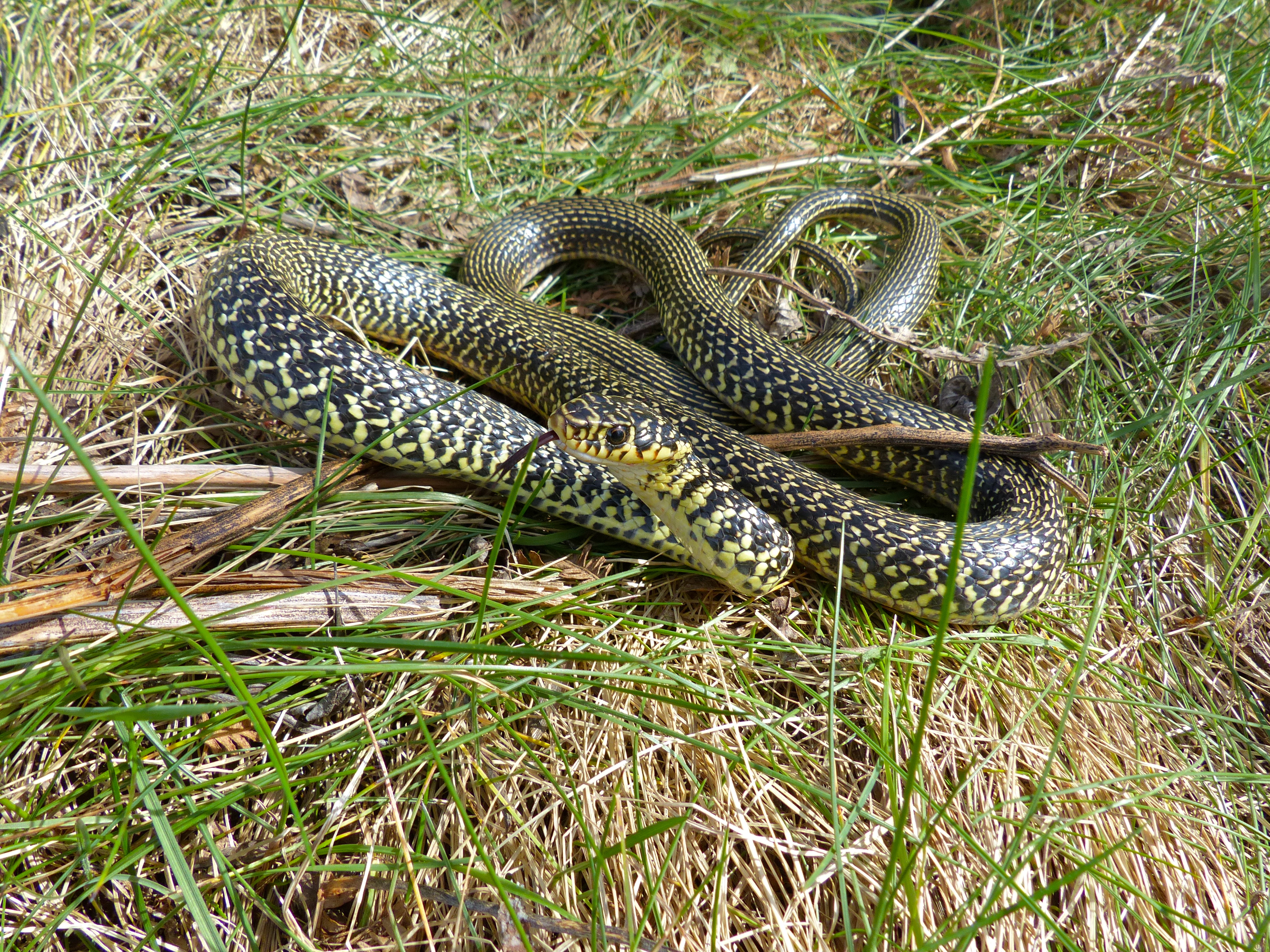
Couleuvre verte et jaune.

### Protection de la faune
- Toutes les espèces d'amphibiens sont protégées sur l'ensemble du territoire français[7] et six d'entre elles sont de plus protégées au titre de la Directive habitats de l'Union européenne[1] : l'Alyte accoucheur, la Grenouille agile, la Grenouille rousse, la Rainette méridionale, la Rainette verte et le Triton marbré.

- Trois espèces déterminantes d'insectes — une libelllule et deux papillons — sont protégées à la fois sur l'ensemble du territoire français[8] et au titre de la Directive habitats[1] : l'Agrion de Mercure, le Cuivré des marais et le Damier de la succise.

- Dix espèces de mammifères sont protégées sur l'ensemble du territoire français[9] : la Genette commune, la Loutre d'Europe et le Vison d'Europe, ainsi que sept espèces de chauves-souris : le Grand rhinolophe, le Murin de Daubenton, le Murin de Natterer, la Noctule commune, le Petit rhinolophe, la Pipistrelle commune et le Vespertilion de Bechstein. Huit d'entre elles sont également protégées au titre de la Directive habitats de l'Union européenne[1], tout comme la Martre des pins et le Putois. De plus, deux d'entre elles, la Loutre d'Europe et le Vison d'Europe, sont en danger d'extinction en France[10].

- Sept espèces d'oiseaux sont protégées au titre de la Directive oiseaux de l'Union européenne[1] : la Bondrée apivore, le Circaète Jean-le-Blanc, l'Engoulevent d'Europe, le Faucon pèlerin, le Martin-pêcheur d'Europe, le Pic mar et le Pic noir ; elles sont donc protégées sur l'ensemble du territoire français[11], de même que 54 autres espèces : l'Accenteur mouchet, la Bergeronnette des ruisseaux, la Bergeronnette grise, le Bruant jaune, le Bruant proyer, le Bruant zizi, la Buse variable, le Chardonneret élégant, la Chouette effraie, la Chouette hulotte, le Cincle plongeur, le Coucou gris, l'Épervier d'Europe, le Faucon crécerelle, le Faucon hobereau, la Fauvette à tête noire, la Fauvette grisette, le Gobemouche gris, le Grèbe castagneux, le Grimpereau des jardins, le Gros-bec casse-noyaux, le Hibou moyen-duc, l'Hirondelle de fenêtre, l'Hirondelle rustique, la Huppe fasciée, l'Hypolaïs polyglotte, la Linotte mélodieuse, le Loriot d'Europe, le Martinet noir, la Mésange à longue queue, la Mésange bleue, la Mésange charbonnière, la Mésange huppée, la Mésange nonnette, le Moineau domestique, le Moineau friquet, le Moineau soulcie, le Pic épeiche, le Pic épeichette, le Pic vert, le Pinson des arbres, le Pipit des arbres, le Pouillot de Bonelli, le Pouillot siffleur, le Pouillot véloce, le Roitelet huppé, le Rossignol philomèle, le Rouge-gorge familier, le Rougequeue noir, le Serin cini, la Sittelle torchepot, le Tarier pâtre, le Troglodyte mignon et le Verdier d'Europe.

- Quatre espèces de reptiles sont protégées sur l'ensemble du territoire français[7] : la Cistude, le Lézard des murailles, la Couleuvre vipérine et la Vipère aspic, et les deux premières sont de plus protégées au titre de la Directive habitats[1].

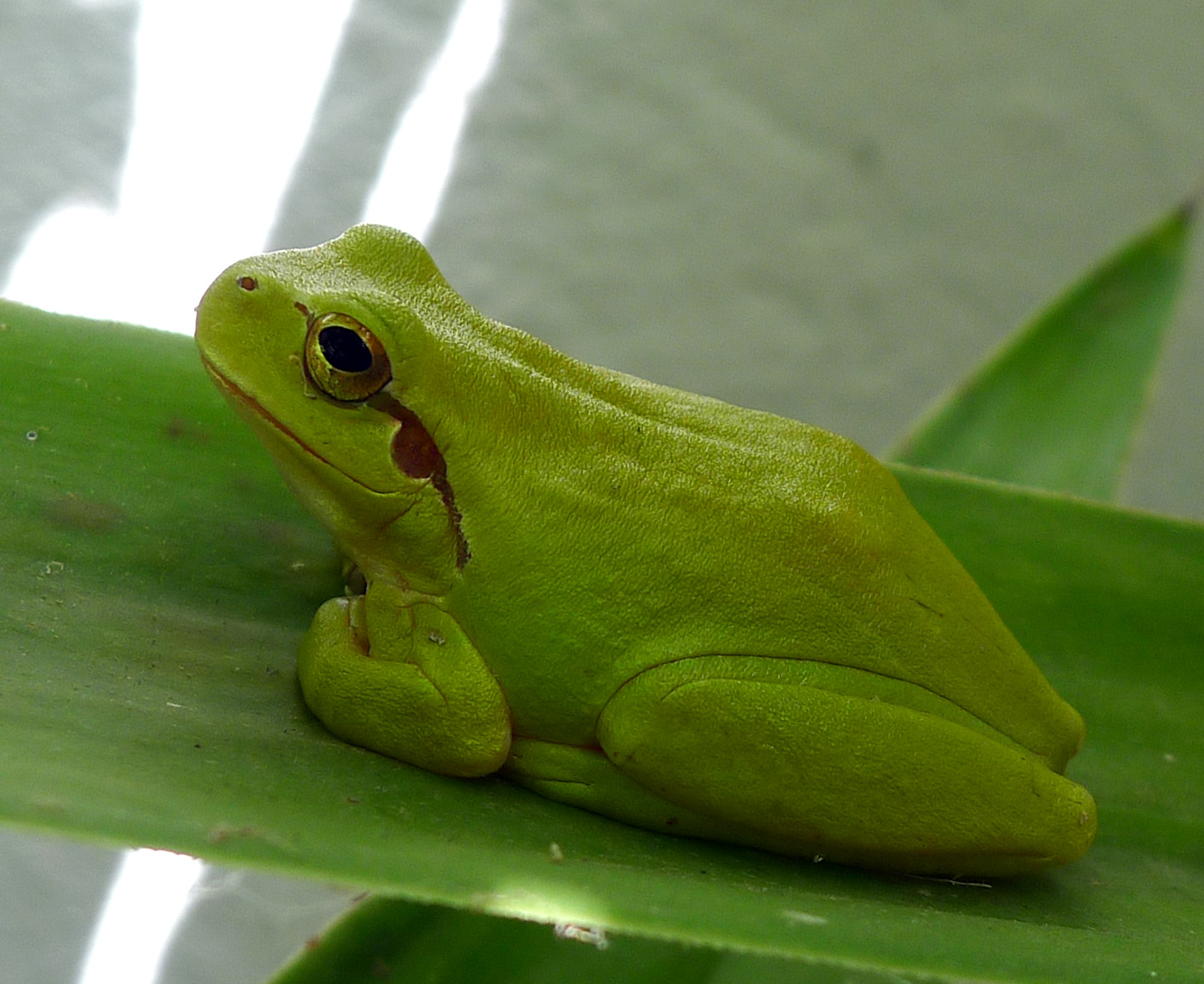
Rainette méridionale.
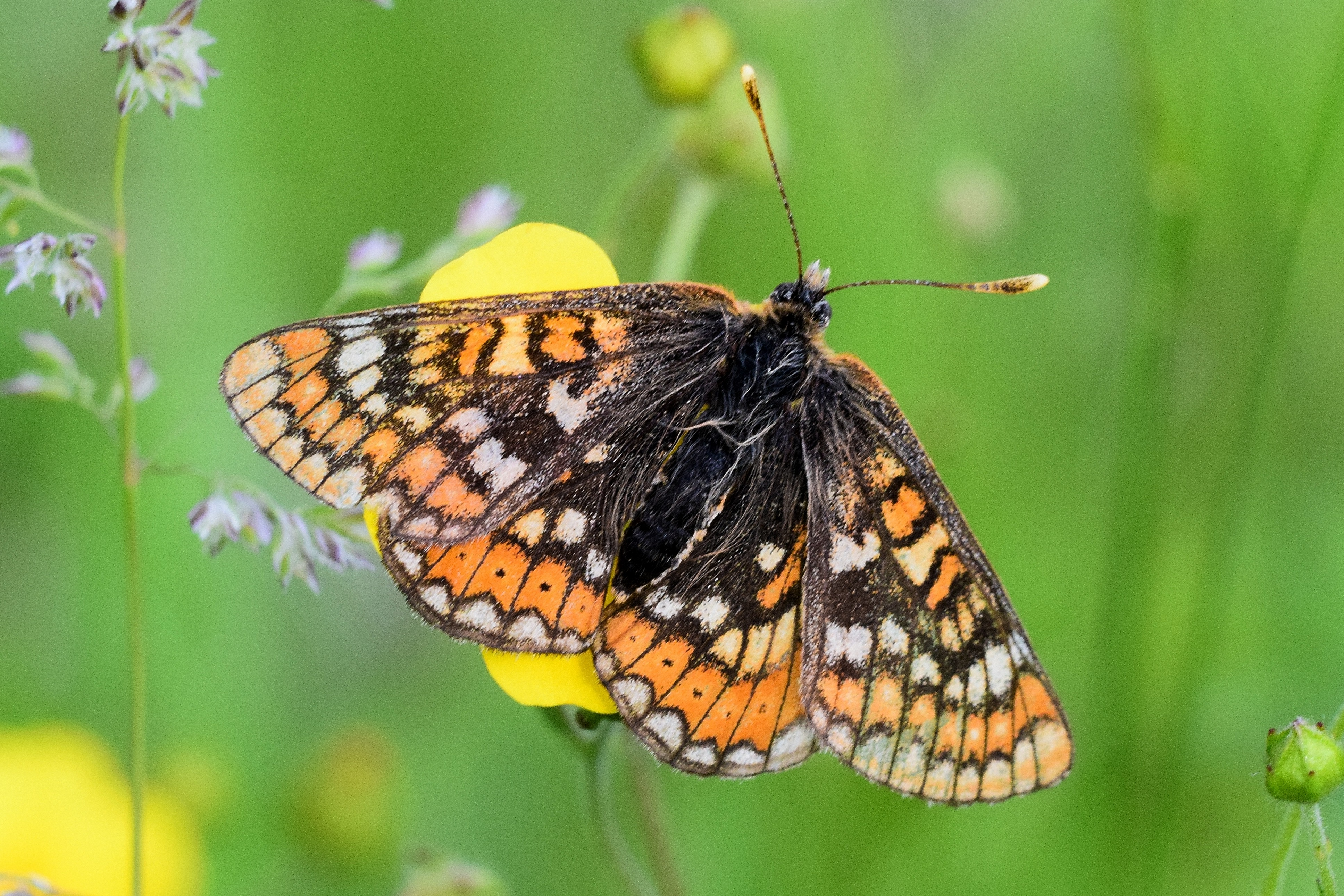
Damier de la succise.
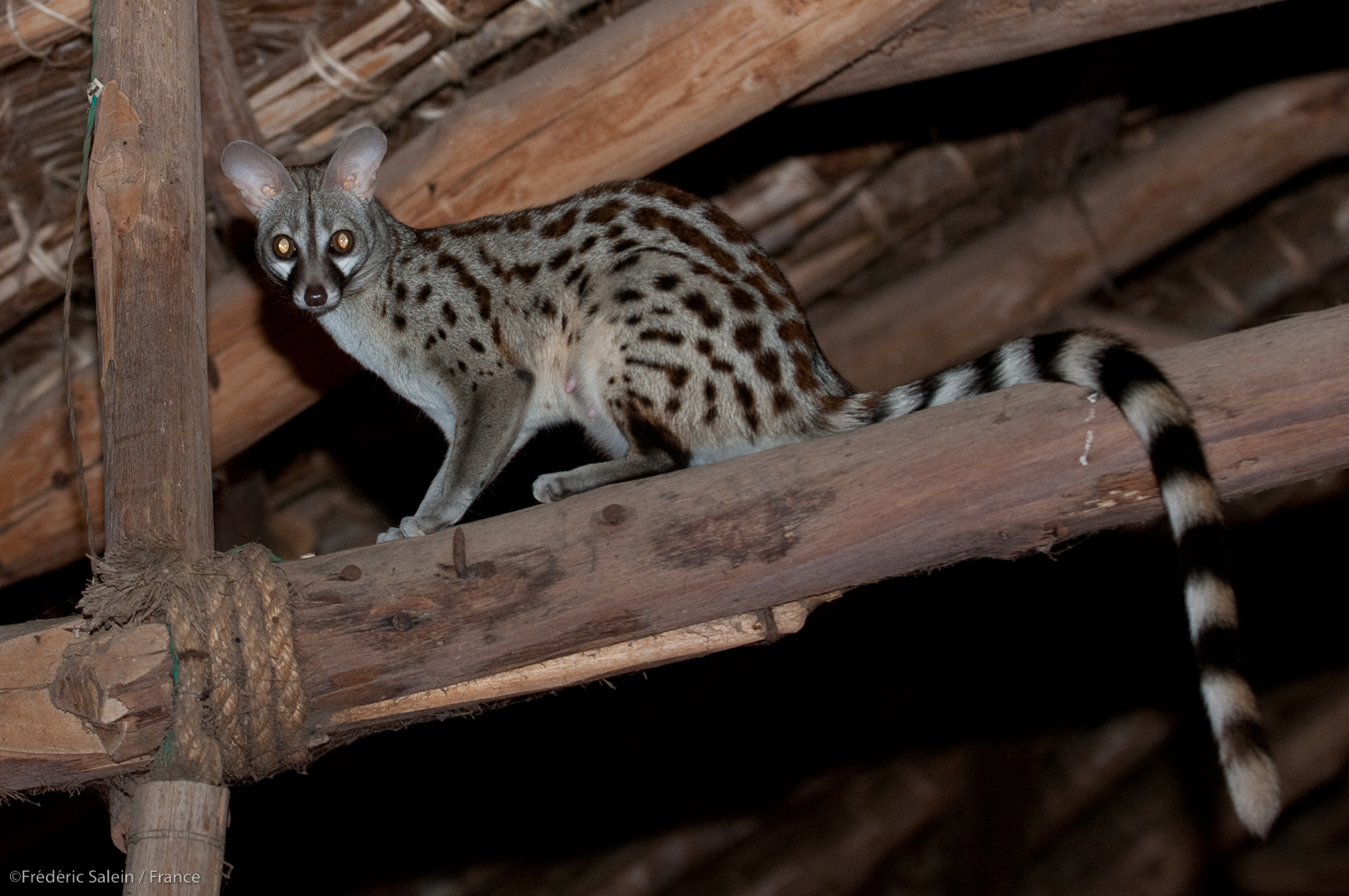
Genette commune.
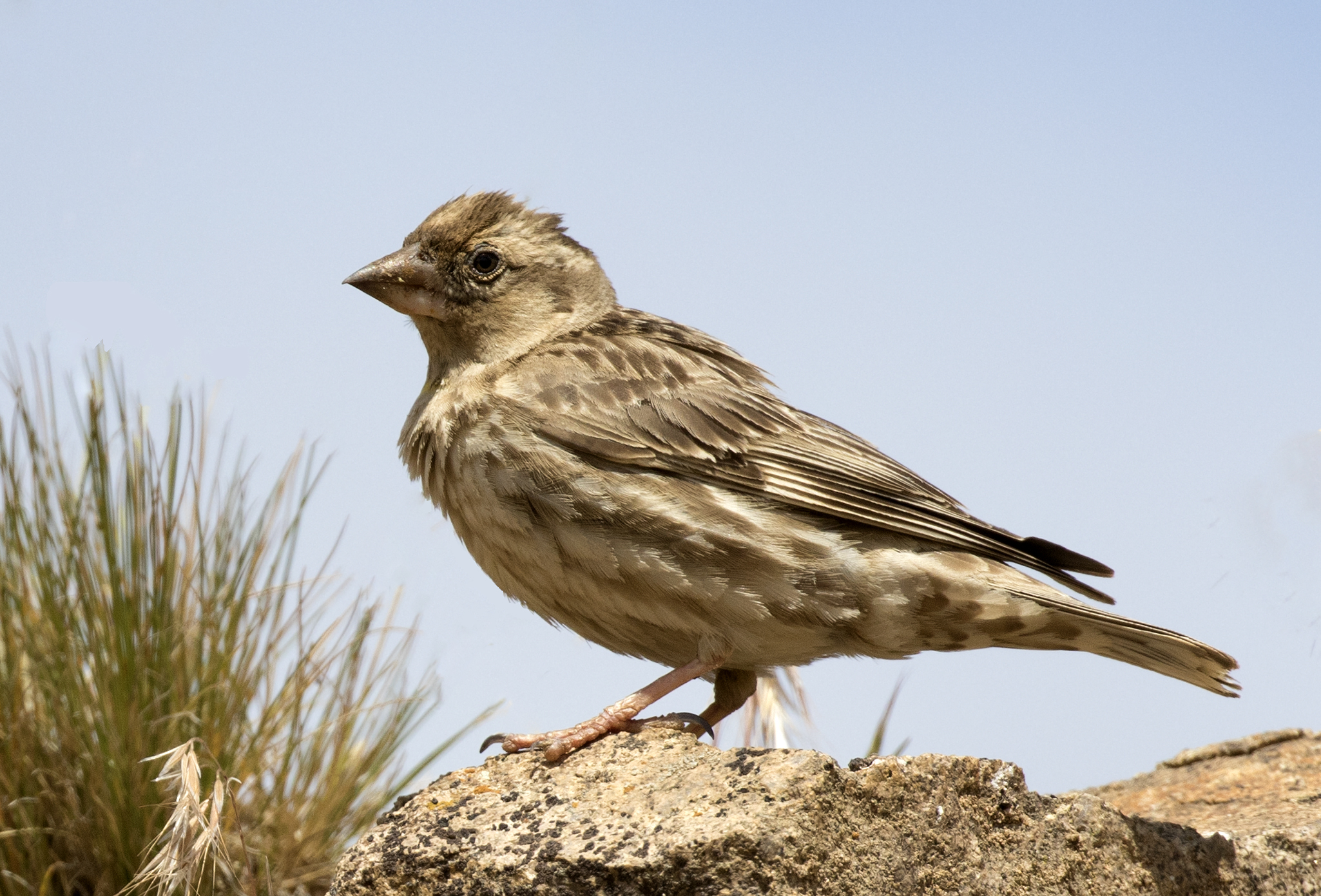
Moineau soulcie.
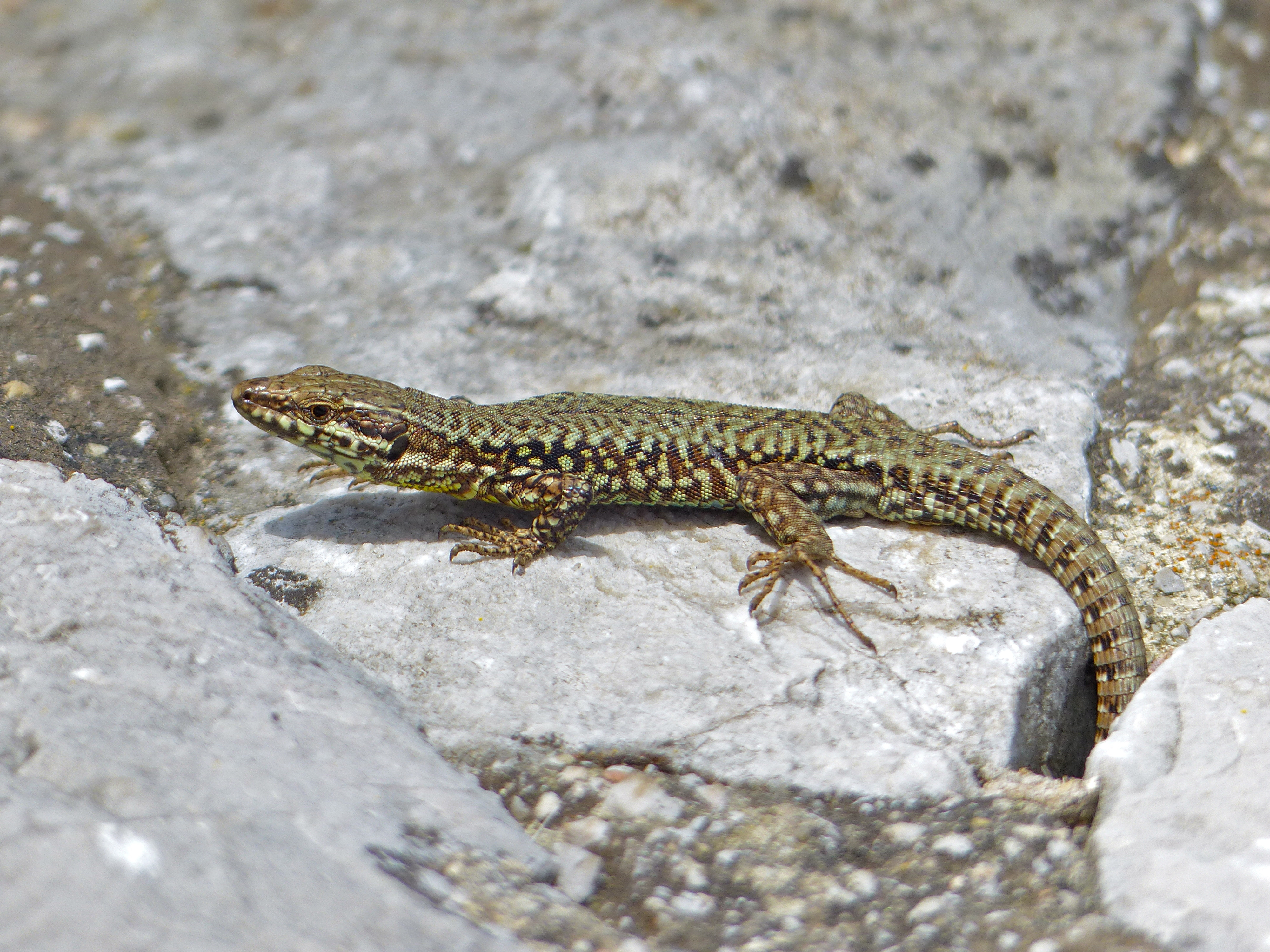
Lézard des murailles.

## Flore recensée
Deux espèces déterminantes de plantes ont été recensées sur la ZNIEFF en 2003 : la Colchique d'automne (Colchicum autumnale) et la Fritillaire pintade (Fritillaria meleagris).
Par ailleurs, trois genres de plantes : Carex (Carex), Charme (Carpinus) et Saule (Salix) y ont été recensés en 2004 — sans précision de la ou des espèces présentes sur le site — et 37 autres espèces végétales y ont été répertoriées la même année : l'Ache nodiflore (Apium nodiflorum), l'Ancolie commune (Aquilegia vulgaris), l'Aubépine à un style (Crataegus monogyna), l'Aulne glutineux (Alnus glutinosa), le Buis commun (Buxus sempervirens), la Capillaire des murailles (Asplenium trichomanes), le Chêne pédonculé (Quercus robur), le Chêne pubescent (Quercus pubescens), le Chèvrefeuille des bois (Lonicera periclymenum), le Cormier (Sorbus domestica), le Cornouiller sanguin (Cornus sanguinea), le Dompte-venin officinal (Vincetoxicum hirundinaria), l'Érable champêtre (Acer campestre), l'Érable de Montpellier (Acer monspessulanum), l'Érable plane (Acer platanoides), le Fragon petit-houx (Ruscus aculeatus), le Frêne élevé (Fraxinus excelsior), la Garance voyageuse (Rubia peregrina), le Genévrier commun (Juniperus communis), le Grémil pourpre bleu (Buglossoides purpurocaerulea), le Hêtre commun, (Fagus sylvatica), l'Iris faux acore (Iris pseudacorus), le Lierre grimpant (Hedera helix), le Lierre terrestre (Glechoma hederacea), la Mélique uniflore (Melica uniflora), le Muscari à toupet (Leopoldia comosa), le Nénuphar jaune (Nuphar lutea), le Nerprun alaterne (Rhamnus alaternus), le Noisetier (Corylus avellana), l'Œil-de-perdrix (Silene flos-cuculi), l'Orchis pyramidal (Anacamptis pyramidalis), l'Orchis verdâtre (Platanthera chlorantha), l'Ornithogale des Pyrénées (Ornithogalum pyrenaicum), le Prunellier (Prunus spinosa), la Scolopendre (Asplenium scolopendrium), la Succise des prés (Succisa pratensis) et le Troène commun (Ligustrum vulgare).
Parmi les 42 espèces de plantes présentes sur le site, le Fragon petit-houx (Ruscus aculeatus) est protégé au titre de la Directive habitats de l'UE.

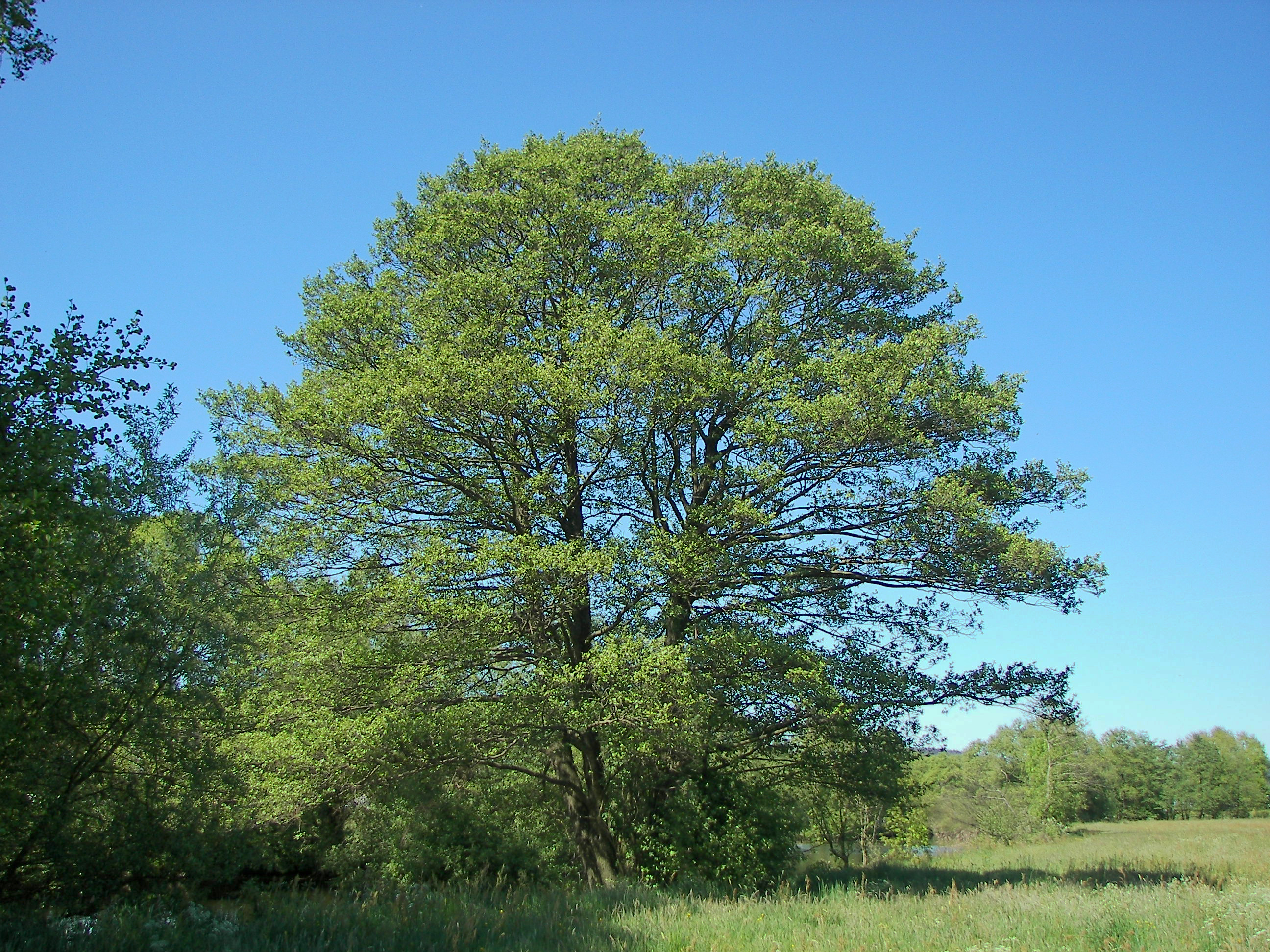
Aulne glutineux.
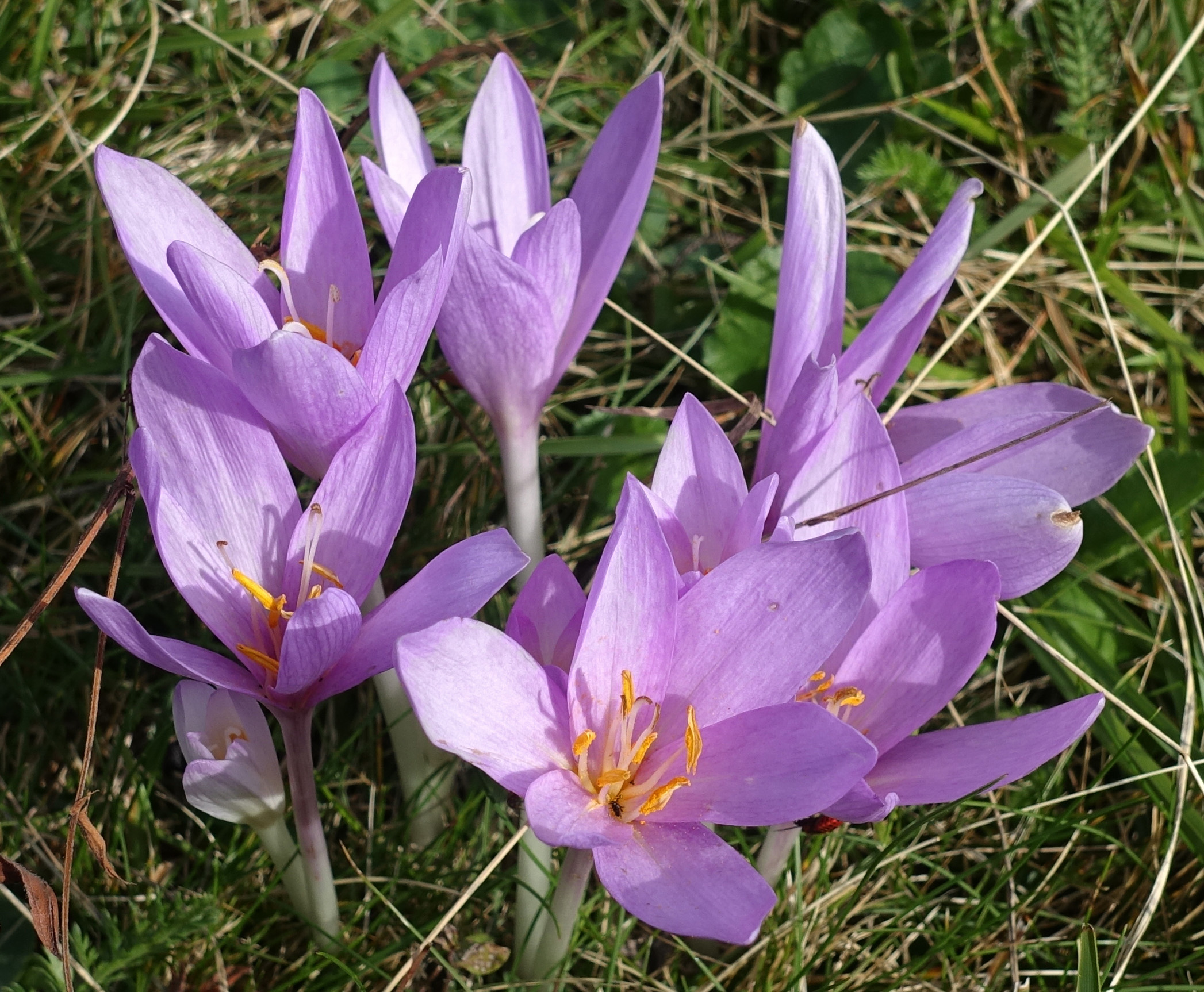
Colchiques d'automne.
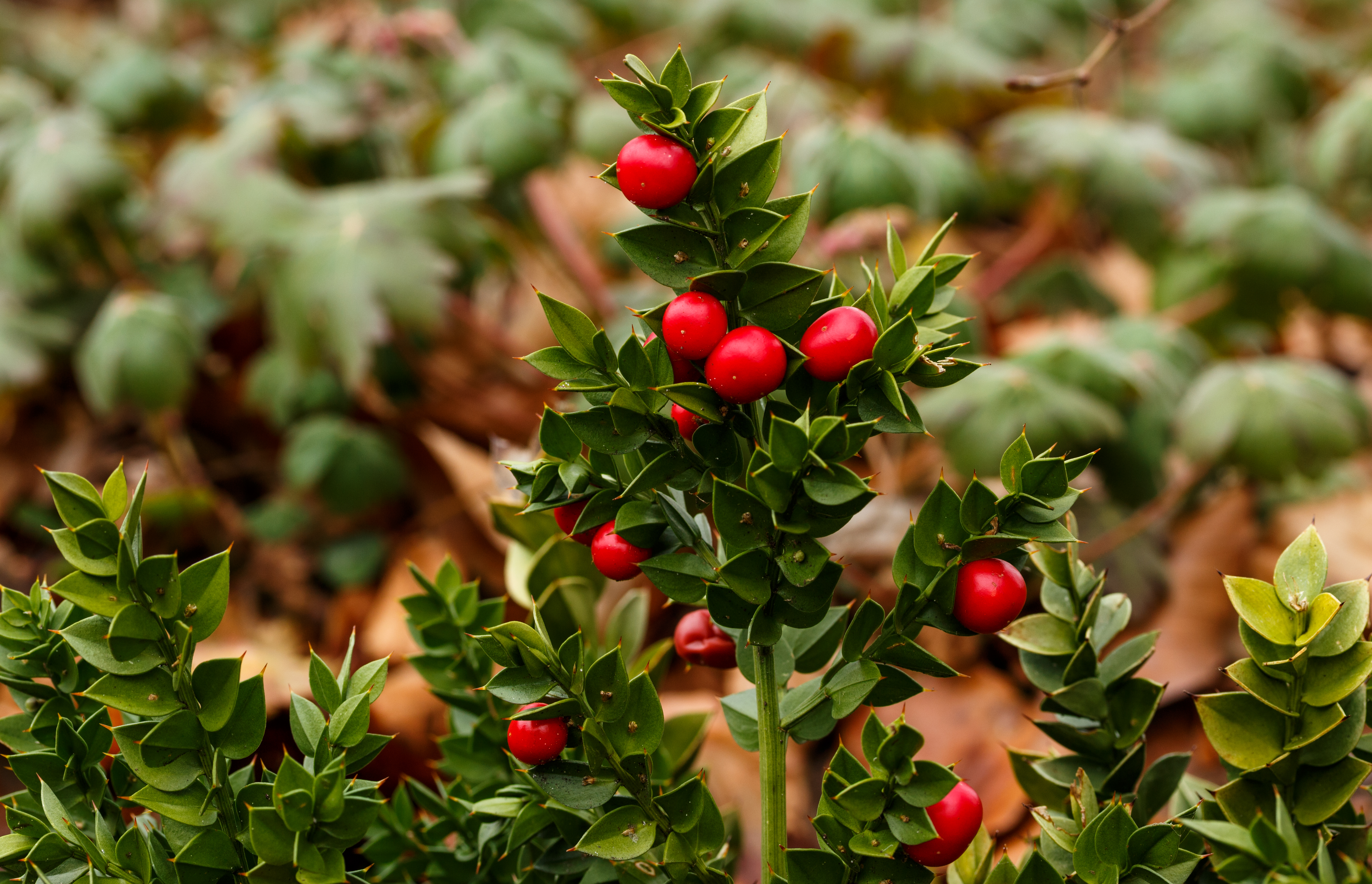
Fragon petit-houx.
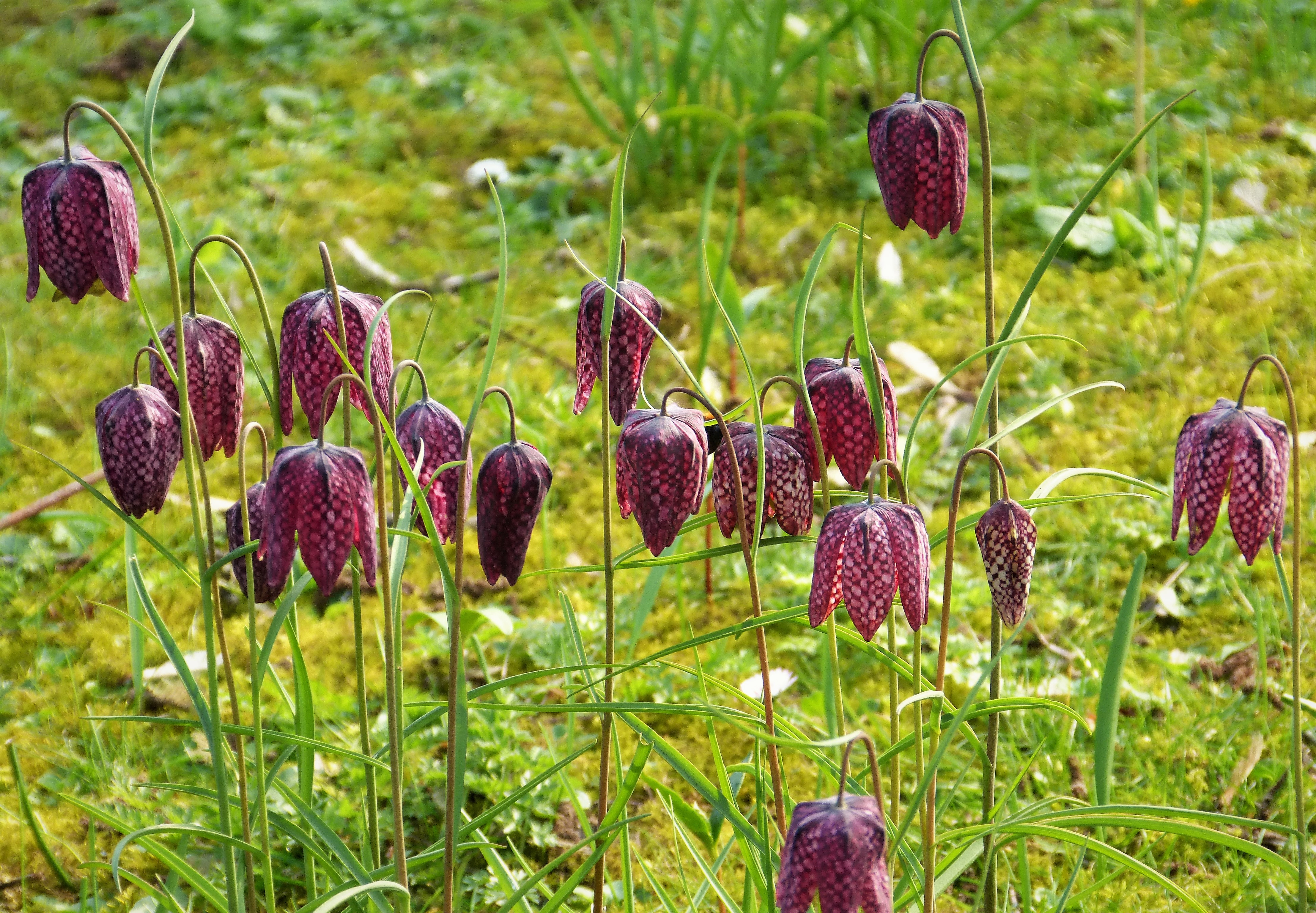
Fritillaires pintades.
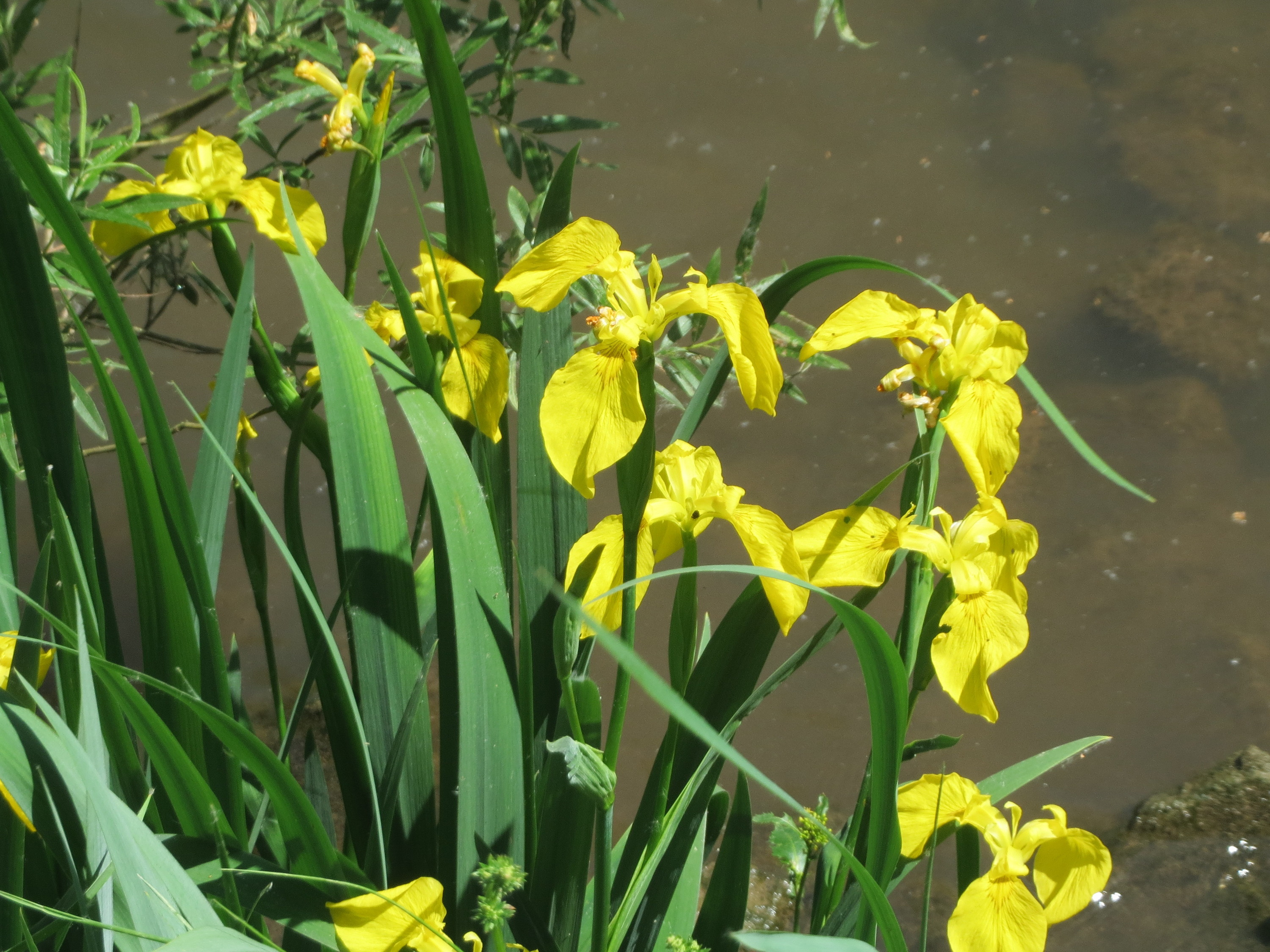
Iris faux acores.